# 남자 셋 여자 셋
《남자 셋 여자 셋》은 1996년 10월 21일부터 1999년 5월 21일까지 MBC에서 방영되었던 청춘 시트콤이었다.

## 트리비아
이 시트콤은 MBC 청춘 시트콤 사상 최장수 시트콤 드라마 작품이며, 최고 시청률 36%를 기록하며 많은 인기를 끌었지만 1년을 넘기면서부터 방송 횟수를 억지로 늘려 처음의 기획의도인 “건전한 캠퍼스 생활을 통해 유쾌한 웃음을 선사하는 청춘 시트콤을 가미한 캠퍼스 드라마”라는 본래 취지에서 벗어났다는 비판 등과 질타 등을 받았으며, 결국 종영하게 된다.

## 등장 인물

### 주요 인물
남자 셋, 여자 셋에 해당하는 고정 배역: 일시적으로 대학생 6명에 포함된 경우까지 포함.
- 신동엽 : 신동엽 역 (1회 ~ 238회, 472회 ~ )

- 토끼띠 3월 중순생 서울 마포 출신 94학번.
- 우희진 : 우희진 역 (1회 ~ 344회, 472회 ~ )

- 토끼띠 5월 중순생 서울 종로 출신 94학번. (김용림 여사의 고종사촌 언니인 故 고성회 여사의 친손녀이며 친조부는 故 우천우 선생.)
- 홍경인 : 홍경인 역

- 토끼띠 11월 하순생 충청남도 천안 출신 94학번.
- 이의정 : 이의정 역 (6회, 41회 ~ )

- 토끼띠 11월 중순생 경상북도 군위 출신이자 어린 시절 대구 중구 이주자라는 94학번.
- 송승헌 : 송승헌 역 (1회 ~ 496회)

- 토끼띠 12월 중순생 경상북도 문경 출신 94학번. - 국민학교 3년 시절이던 1984년 2월 29일 아버지 故 송태섭 선생을 지병으로 상부. - 그는 과묵하고도 말이 없는 것이 특징으로 문화대학교 신문방송학과 학사 학위 취득 훗날 미국 텍사스 주 오스틴 유학.
- 이제니 : 이제니 역

- 뱀띠 12월 하순생 서울 용산 출신 96학번. (김용림 여사의 외종사촌 언니인 故 황증필 여사의 친손녀이며 친조부는 이학수 선생.) - 6세 시절이던 1982년 8월 19일, 부모님과 남동생과 함께 미국 유타 주 솔트 레이크 시티 이주를 한 교포 출신.
- 채정안 : 채정안 역

- 용띠 12월 하순생 경기도 평택 출신이자 어린 시절 인천 중구 이주자라는 95학번. (1회 ~ 40회)
- 임창정 : 임창정 역

- 토끼띠 4월 하순생 경기도 양평 출신 94학번. (처음 170회 당시 김정민의 외갓댁 소띠 섣달생 외가친척 이종형(이종사촌 형)인, 제주도 남제주 사는 서울문화전문대학 일반미술학과 전문학사 출신이고, 공군 사병 입대 예정자 임진호 역으로 잠시 나옴. - 170회, 242회 ~ 291회)
- 이휘재 : 이휘재 역

- 토끼띠 4월 중순생 경상남도 창원 출신이자 어린 시절 부산 이주자라는 이른바 부산 진구 소재 진동전문대학 식품영양학과 94학번 이후 3학년을 편입학 98학번. (처음 92회 당시에는 신동엽의 초등학교 동창이자 1994년 7월 8일, 여름 방학 이후부터 이주하여 경상남도 김해 사는 1996년 8월, 서울문화전문대학 자동차정비학과 전문학사 출신인, 토끼띠 5월 하순생 및 공군 사병 입대 예정자 강황수 역으로 잠시 나옴. - 92회, 345회 ~ 470회)
- 박지윤 : 박지윤 역

- 원숭이띠 2월 중순생 98학번 제주도 제주 출신. (350회 ~ 412회)
- 김진 : 김진 역

- 뱀띠 3월 초순생 서울 중구 출신 96학번.
- 김정민 : 김정민 역

- 용띠 11월 하순생 95학번 충청북도 청주 출신. (1회 ~ 20회, 171회 - 171회 당시에 공군 사병 입대를 끝으로 완전히 하차.)
- 소지섭 : 김철수 역.

- 토끼띠 12월 하순생 경상북도 칠곡 출신이자 어린 시절 대구 중구 이주자라는 94학번. (462회 ~ )

### 주변 인물
- 김용림 : 하숙집 주인 김용림 역 - (하숙생 중 우희진과 이제니는 김용림 여사의 각각 친정 친가 친척 및 외가 외척 언니가 남긴 후손 손녀뻘이기도 하다.)
- 김자옥 : 전임 신문방송학과 교수 김자옥 역
- 로버트 할리 : 로버트 할리 전임 신문방송학과 교수 역
- 이경실 : 우희진의 막내 이복 고모 우봉익(우용건과 우혜련의 이복 여동생)[10] 역 (55회) / 이경실 교수 역 (95회 ~ )
- 김연주 : 제1대 카페 주인 김연주 역
- 안문숙 : 제2대 카페 주인 안문숙 역
- 이선정 : 제2대 카페 종업원 이선정 역
- 홍석천 : 407화까지 무작위 배역으로 단역 출연했으나, 408화부터 패션 디자이너 쁘와송 역으로 출연했다.
- 오제형 : 이제니의 첫 번째 남자친구 오제형 역
- 이한철 : 이제니의 두 번째 남자친구 이한철 역
- 강성연 : 송승헌의 여동생 송승순 역
- 김용건 : 우희진의 아버지 우용건 역 - 1988년 4월 25일, 미국 워싱턴 주 시애틀 이주.
- 남윤정 : 우희진의 어머니 남윤정 역 - 1988년 4월 25일, 미국 워싱턴 주 시애틀 이주. - (故 남종기 선생과 故 김말복 여사의 슬하 1남 1녀 중 막내딸.)
- 권해효 : 제3대 카페 주인 권해효 역
- 권오중 : 권해효의 사촌남동생 권오중 역
- 강성민 : 강성민(이의정 중학교 후배) 역
- 최정윤 : 이의정의 초등학교 후배 최정윤 역

### 주요 주변 인물 가족 관련

#### 김 여사네 관련
- 김상순 : 김용림 여사의 상배 부군 故 김상순 역 (극중 1988년 12월 1일 병으로 별세. 드라마 초기 극중 1984년 음력 4월 서울 옛집 회상 관련 에피소드에서 카메오 출연)
- 김현숙 : 김용림 여사의 1968년생 딸 김현숙 역
- 이재훈 : 김용림 여사의 1961년생 사위 이재훈 역

#### 희진이네 관련
- 홍윤정 : 우희진의 계조모(새할머니) 이영주 역 - (우용건과 우혜련의 계모이자 우봉익과 우봉식의 어머니) - 1991년 4월 25일, 미국 일리노이 주 시카고 이주.
- 조혜련 : 우희진의 큰고모 우혜련 역 - 故 우천우 선생과 그의 상배 초취 故 어동찬 여사의 딸.
- 박윤배 : 우희진의 큰고모부 박윤배 역
- 이경실 : 우희진의 막내 이복 고모 우봉익(우용건과 우혜련의 이복 여동생)[11] 역 (55회) / 이경실 교수 역 (95회 ~ )
- 박규점 : 우희진의 큰고모부 박윤배의 5촌 종숙부 박규점 역
- 우봉식 : 우희진의 이복 삼촌 우봉식 역 - 1991년 4월 25일, 미국 일리노이 주 시카고 이주. - (故 우천우 선생과 그의 계취 이영주 여사의 막내아들이고 우용건과 우혜련의 이복 남동생이며 우봉익의 동복 남동생. 왼쪽 선천성 소아 백내장 등을 앓은 전력으로 인하여 1990년 당시에 이미 병역 면제 조처 받음.)
- 홍순창 : 우희진의 외숙부 남순창 역
- 김창숙 : 우희진의 외숙모 김창숙 역

#### 승헌이네 관련
- 김민정 : 송승헌의 어머니 김민정 역
- 윤소정 : 승헌의 어머니가 올라오셨는데 몰라본 의정은 실수를 하게 되고 의정은 승헌 어머니의 마음에 드는 며느리감이 되고자 노력한 송승헌-송승순 외할머니 윤소정 역

#### 철수네 관련
- 최란 : 김철수(소지섭 분)와 김영희(이요원 분)의 어머니 최란 역

#### 성민이네 관련
- 강래연 : 강성민의 동생 강래연 역
- 김성녀 : 강성민과 강래연의 어머니 김성녀 역

### 그 외 주변 인물

#### 김 여사네 친인척
- 조현숙 : 김용림 사위 이재훈 여동생 이정아 역
- 정찬우 : 이재훈 여동생 이정아 부군 인동준 역
- 이재용 : 김용림 사위 이재훈 사촌형 이유돈 역 (목소리 출연)
- 문희경 : 이유돈 아내 강순옥 역 (목소리 출연)
- 배연정 : 하와이(미국 호놀룰루)로 이민 갔다 오랜만에 친정 막내 이모 김용림 여사를 찾아온 김용림 이질녀 배연정 역

#### 정윤이네 친가 관련
- 박상조 : 이의정 초등학교 후배 최정윤 아버지 최상조 역
- 연운경 : 최정윤 어머니 연운경 역
- 박영태 : 최정윤 숙부 최영태 역
- 원종례 : 최정윤 숙모 원종례 역
- 신구 : 최정윤 할아버지 최금룡 역 (목소리 출연)
- 김경란 : 최정윤 새할머니(계조모)이자 최영태 어머니 태경란 역
- 이동신 : 최정윤 막내 이복 삼촌 최동신 역.
- 박성미 : 최정윤 막내 이복 숙모 박성미 역.

#### 정안이네 형제자매 및 친인척
- 강용석 : 채정안의 남동생 채용석 역
- 문회원 : 前 문화대학교 동양철학과 겸임교수이자 채정안의 작은할아버지 채택민 역
- 자오즈민 : 채택민 前 교수의 중화인민공화국 광둥 성 광저우 출신 재취 부인 펑 푸넝(풍복능) 여사 역
- 채유미 : 채정안의 5촌 종고모(채택민 前 교수의 상배 초취 부인 소생 큰딸) 채유미 역
- 박중현 : 채정안의 5촌 종고모부(채택민 前 교수 사위이자 채유미 부군) 박중현 역
- 박용우 : 채정안의 5촌 종숙부(채택민 前 교수의 상배 초취 부인 소생 막내아들) 채동규 역
- 정혜영 : 채정안의 5촌 종숙모(채택민 前 교수 며느리이자 채동규 부인) 정혜영 역

#### 희진이네 외가친척
- 김세준 : 희진 어머니 남윤정의 1962년생 외사촌 남동생 김세준 역
- 김승욱 : 희진 어머니 남윤정의 1963년생 외사촌 남동생 김승욱 역
- 김동수 : 희진 어머니 남윤정의 1972년생 외사촌 남동생 김동수 역
- 김성원 : 미국에서 오기로 했던 희진 아버지가 하루 앞당겨 하숙집에 오시고 술취해 들어온 동엽은 희진에게 주정부리며 또 머리를 때리는 실수를 범하게 되는 희진이 서울 모교 국교(국민학교) 대선배이자 희진 아버지 우용건의 처외종숙부(처5촌)이자 희진 어머니 남윤정의 외종숙부 김성원 역
- 김명국 : 희진 어머니 남윤정의 1965년생 외종6촌 남동생이자 김성원 장남 김명국 역
- 김나운 : 김명국 아내 1970년생 김나운 역
- 이성 : 김명국 장인 1948년생 김성이 역
- 전임복 : 김명국 장모 1949년생 임복진 역
- 엄태국 : 김명국 손아랫동서 1968년생 함철상 역
- 엄현정 : 김명국 처제 1974년생 김현정 역
- 김광영 : 희진 어머니 남윤정의 1969년생 외종6촌 남동생이자 김성원 차남 김광영 역
- 황수정 : 김광영 아내 1972년생 황수정 역
- 이인성 : 김광영 장인 1950년생 황인철 역
- 최방란 : 김광영 장모 1951년생 방덕란 역
- 한명구 : 1996년 12월 6일 당시 김 여사 하숙집을 잠시 찾아왔다가 떠난 희진 어머니 남윤정의 먼 외가친척(이종6촌 남동생)인 충청북도 청주 유지 장은오 역
- 강성욱 : 1997년 1월 구정 연휴 직전 당시 김 여사 하숙집을 잠시 찾아왔다가 떠난 희진 어머니 남윤정의 먼 친가친척(고종6촌 오빠)인 경상남도 남해 유지 강성욱 역
- 조재훈 : 1997년 1월 구정 연휴 직전 당시 김 여사 하숙집을 잠시 찾아왔다가 떠난 희진 어머니 남윤정의 먼 친가친척(고종6촌 오빠)인 경상남도 진주 유지이자 강성욱 외가친척 이종사촌 남동생 조재훈 역
- 홍계일 : 1998년 8월 당시 김 여사 하숙집을 잠시 찾아왔다가 떠난 희진 어머니 남윤정의 7촌 외재종숙부(1937년생 제주도 서귀포 거주자)인 김홍택 역
- 서영애 : 1998년 8월 당시 김 여사 하숙집을 잠시 찾아왔다가 떠난 희진 어머니 남윤정의 7촌 외재종숙모(1950년생 제주도 서귀포 거주자)인 서영애 역
- 고명환 : 1998년 8월 당시 김 여사 하숙집을 잠시 찾아왔다가 떠난 희진 어머니 남윤정의 외종8촌 제부뻘(결혼을 한지도 여드레 된 새 신랑)이자 김홍택 맏사위(1972년생 제주도 제주 거주 신랑)인 고명환 역
- 송송이 : 1998년 8월 당시 김 여사 하숙집을 잠시 찾아왔다가 떠난 희진 어머니 남윤정의 외종8촌 누이동생(결혼을 한지도 여드레 된 새 신부)이자 김홍택 맏딸(1973년생 제주도 제주 출가 신부)인 김안숙 역
- 김은영 : 1998년 8월 당시 김 여사 하숙집을 잠시 찾아왔다가 떠난 희진 어머니 남윤정의 7촌 외재종숙부 김홍택 맏사위 고명환의 홀어머니(제주도 제주 거주자 여사님)인 김은영 역
- 김용준 : 1998년 8월 당시 김 여사 하숙집을 잠시 찾아왔다가 떠난 희진 어머니 남윤정의 7촌 외재종숙부 김홍택 맏사위 고명환의 형인 1971년생 고준석 역
- 안문현 : 1998년 8월 당시 김 여사 하숙집을 잠시 찾아왔다가 떠난 희진 어머니 남윤정의 7촌 외재종숙부 김홍택 맏사위 고명환의 형수이자 김안숙 윗동서인 1970년생 현신원 역
- 배기성 : 1997년 8월 추석 연휴 직전 당시 김 여사 하숙집을 잠시 찾아왔다가 떠난 희진 어머니 남윤정의 외종8촌 남동생(공군 사병 입대 예정자)이자 김홍택 장남(1974년생 제주도 서귀포 거주자)인 김배춘 역
- 김석민 : 1998년 9월 추석 연휴 직전 당시 김 여사 하숙집을 잠시 찾아왔다가 떠난 희진 어머니 남윤정의 외종8촌 남동생(공군 사병 입대 예정자)이자 김홍택 차남(1975년생 제주도 서귀포 거주자)인 김석춘 역

### 그 이외 인물

#### 김 여사의 국민학교 동창
- 전양자 : 오랜만에 고향 친구 양자를 만난 용림은 아이들이 자신을 양자와 비교해 쉰세대라고 얘기하는 것이 서운해 집안일은 각자한 게다가 자신이 시장을 다녀온 사이 양자와 함께 저녁을 먹고 신나게 놀다 온 아이들을 보고는 더욱 더 화가 나는 전양자 역

#### 김 여사의 여고 동창
- 김영옥 : 김용림의 국민학교 동창이자 여고 동창 김영옥 역으로 비고정 출연
- 나문희 : 김용림의 여고 동창 나문희 역으로 카메오 출연

#### 희진이네 방계 친인척
- 이순재 : 김창숙의 1929년생 친정아버지 김규휘 역 (목소리 출연)
- 김영란 : 우희진의 외숙모 김창숙의 1950년생 여동생 김영란 역
- 이원발 : 김창숙의 1952년생 남동생 김동욱 역
- 양미경 : 김창숙의 1954년생 여동생 김세춘 역
- 이배국 : 김창숙의 1956년생 남동생 김동민(김규휘(이순재 분)의 첫째 아들) 역 (목소리 출연)
- 이미숙 : 김창숙의 1958년생 여동생 김국란(김규휘의 첫째 딸) 역 (목소리 출연)
- 이미영 : 김창숙의 1960년생 여동생 김수옥(김규휘의 둘째 딸) 역 (목소리 출연)
- 서갑숙 : 김창숙의 1961년생 여동생 김용주(김규휘의 셋째 딸) 역 (목소리 출연)
- 권재희 : 김창숙의 1962년생 여동생 김채란(김규휘의 넷째 딸) 역 (목소리 출연)
- 이기영 : 김창숙의 1964년생 남동생 김준호(김규휘의 둘째 아들) 역 (목소리 출연)
- 김성겸 : 김창숙의 1933년생 친정 둘째(동복) 숙부 김성겸 역 (목소리 출연)
- 이청 : 김창숙의 1963년생 사촌동생 김동춘(김성겸의 첫째 아들) 역 (목소리 출연)
- 정호근 : 김창숙의 1964년생 사촌동생 김동길(김성겸의 둘째 아들) 역 (목소리 출연)
- 변우민 : 김창숙의 1966년생 사촌동생 김동웅(김성겸의 셋째 아들) 역 (목소리 출연)
- 김응석 : 김창숙의 1968년생 사촌동생 김동목(김성겸의 넷째 아들) 역 (목소리 출연)
- 신애라 : 김창숙의 1970년생 사촌여동생 김유지(김성겸의 첫째 딸) 역 (목소리 출연)
- 김수현 : 김창숙의 1971년생 사촌여동생 김예흔(김성겸의 둘째 딸) 역 (목소리 출연)
- 이정길 : 김창숙의 1944년생 친정 셋째(이복) 숙부 김옥찬 역 (목소리 출연)
- 채태석 : 김창숙의 1971년생 사촌동생 김동팔(김옥찬의 둘째 아들) 역 (목소리 출연)
- 조경환 : 김창숙의 1946년생 넷째(이복) 숙부 김준하 역 (목소리 출연)

#### 제니네 친가 및 친인척 그리고 사돈댁 관련 인물
- 양일민 : 이제니의 1928년생 조부 이학수(이철 · 이수진 · 이유하 · 이겸 · 이예은의 아버지) 역 - (1975년 황증필과 사별 후 1978년 김지원과 재혼.) - 주요적으로 미국 유타 주 솔트 레이크 시티 거주를 하던 와중에 잠시 귀국.
- 김인태 : 이학수의 1929년생 사촌 동생 이국하 역 - 주요적으로 미국 유타 주 솔트 레이크 시티 거주.
- 박정학 : 이학수의 1964년생 5촌 종질 이정주(이국하의 아들) 역 - 주요적으로 미국 유타 주 솔트 레이크 시티 거주.
- 추석양 : 이학수의 1926년생 둘째 배다른 서얼 외숙부(윤여정의 남편)인 최태양 역 - (1971년 노상숙과 사별 후 1974년 윤여정과 재혼.) - 주요적으로 미국 하와이 주 호놀룰루 거주를 하던 와중에 잠시 귀국.
- 윤여정 : 이학수의 1947년생 둘째 배다른 외숙모(최태양의 재혼 계배 부인)인 윤여정 역 - 주요적으로 미국 하와이 주 호놀룰루 거주를 하던 와중에 잠시 귀국.
- 양희경 : 최태양의 슬하 3남 5녀(8남매) 중 1961년생 셋째 딸이자 최태양 상배 초취 노상숙 소생 딸 최현숙 역 - 주요적으로 캐나다 브리티시 컬럼비아 주 밴쿠버 거주.
- 이성호 : 최태양의 1953년생 셋째 사위이자 최현숙의 공처가 남편 서구화 역 - 주요적으로 캐나다 브리티시 컬럼비아 주 밴쿠버 거주.
- 김명수 : 최태양 셋째 딸 최현숙의 남편 서구화의 1966년생 친조카 서동백 역 - 주요적으로 캐나다 온타리오 주 오타와 거주.
- 김찬우 : 최태양 셋째 딸 최현숙의 남편 서구화의 1968년생 친조카 서동우 역 - 서동백의 친아우 - 주요적으로 캐나다 온타리오 주 오타와 거주.
- 박재훈 : 최태양 셋째 딸 최현숙의 남편 서구화의 1971년생 친조카 서동원 역 - 서동백의 막내 친아우 - 주요적으로 캐나다 온타리오 주 오타와 거주.
- 김동수 : 최태양 셋째 딸 최현숙의 남편 서구화의 1972년생 친조카 서동명 역 - 서동백의 사촌 종제인 그는 주요적으로 스위스 베른 주 베른 연방시 거주.
- 유태웅 : 최태양 셋째 딸 최현숙의 남편 서구화의 1973년생 친조카 서원탁 역 - 서동명의 친아우 - 서동백의 친가 사촌 종제인 그는 주요적으로 스위스 베른 주 베른 연방시 거주.
- 전미선 : 최태양의 슬하 3남 5녀(8남매) 중 1975년생 넷째 딸이자 윤여정 소생 딸 최소윤 역 - 주요적으로 미국 하와이 주 호놀룰루 거주.
- 조하나 : 최태양의 슬하 3남 5녀(8남매) 중 1977년생 막내 딸이자 윤여정 소생 딸 최나윤 역 - 주요적으로 미국 하와이 주 호놀룰루 거주.
- 최명수 : 이학수의 1927년생 막내 배다른 서얼 외숙부(엄유신의 남편)인 최명수 역 - (최태양의 배다른 서제 최명수는 1968년 오대숙과 사별 후 1975년 엄유신과 재혼.) - 주요적으로 미국 하와이 주 호놀룰루 거주를 하던 와중에 잠시 귀국.
- 엄유신 : 이학수의 1951년생 막내 배다른 외숙모(최명수의 재혼 계배 부인)인 엄유신 역 - 주요적으로 미국 하와이 주 호놀룰루 거주를 하던 와중에 잠시 귀국.
- 김소이 : 최명수의 슬하 3남 2녀(5남매) 중 1976년생 막내 딸이자 유일무이한 엄유신 소생 딸 최미리 역 - 주요적으로 미국 하와이 주 호놀룰루 거주.
- 박종설 : 최명수 사별 초배 부인 오대숙의 1942년생 친정 조카 오계종 역 - (오계종의 하세한 막내 고모는 오대숙) - 경기도 성남 거주민.
- 장희진 : 최명수 사별 초배 부인 오대숙의 1944년생 친정 조카 오계종의 부인 장토순 역 - 경기도 성남 거주민.
- 엄앵란 : 최명수 재혼 계배 부인 엄유신의 1936년생 친정 막내 고모 엄은희 역 - (엄은희의 상배한 남편은 홍태호인데 홍태호와 엄은희는 슬하 2남 3녀 둠) - 경기도 고양 거주민.
- 이성용 : 엄유신 친정 막내 고모 엄은희의 2남 3녀(5남매) 중 1973년생 막내 아들 홍남원 역 - (홍남원의 하세한 아버지는 홍태호) - 경기도 고양 거주민.
- 이성용 : 엄유신 친정 막내 고모 엄은희의 1956년생 시조카 홍길춘 역 - (홍길춘은 직계 슬하 3남 중 차남이고 홍길춘의 하세한 아버지는 홍태민 - 홍길춘의 하세한 친숙부는 홍태호) - 경기도 고양 거주민.
- 김인문 : 이학수의 1939년생 6촌 동생 이태용 역 - 주요적으로 미국 유타 주 솔트 레이크 시티 거주.
- 김정학 : 이학수의 1971년생 7촌 재종질 이민혁(이태용의 아들) 역 - 주요적으로 미국 유타 주 솔트 레이크 시티 거주.
- 김해숙 : 이제니의 1955년생 계조모 김지원(이학수의 계취) 역 - 주요적으로 미국 유타 주 솔트 레이크 시티 거주를 하던 와중에 잠시 귀국.
- 박채림 : 이제니의 1979년생 이복 고모 이예은(이학수와 김지원의 딸이며 이제니보다 2살 어린 고모) 역 - 주요적으로 미국 유타 주 솔트 레이크 시티 거주를 하던 와중에 잠시 귀국.
- 오승룡 : 김지원의 1935년생 친정 첫째 숙부 김세룡 역 - 경기도 오산 거주민.
- 송승환 : 김세룡의 1957년생 아들 김우필 역 - 경기도 오산 거주민.
- 양금석 : 김세룡의 1960년생 며느리 양순자 역 - 경기도 오산 거주민.
- 선우은숙 : 김세룡의 1959년생 딸 김주한 역 - 경기도 오산 거주민.
- 임명규 : 김세룡의 1946년생 사위 임태문 역 - 경기도 오산 거주민.
- 양택조 : 김지원의 1939년생 둘째 숙부 김세복 역 - 경기도 수원 거주민.
- 주현 : 김지원의 1943년생 막내 숙부 김길봉 역 - 경기도 수원 거주민.
- 송기윤 : 김지원의 1954년생 오빠 김창주 역 - 경기도 수원 거주민.
- 정애리 : 김창주의 1956년생 아내 정윤진 역 - 경기도 수원 거주민.
- 남일우 : 김창주의 1938년생 처삼촌 정치오 역 - 경기도 평택 거주민. (목소리 출연)
- 안재모 : 김창주의 1980년생 장남 김경록 역 - 경기도 수원 거주민. (목소리 출연)
- 양동근 : 김창주의 1982년생 차남 김홍철 역 - 경기도 수원 거주민. (목소리 출연)
- 천호진 : 김지원의 1960년생 첫째 동생 김필주 역 - 경기도 수원 거주민.
- 맹상훈 : 김지원의 1961년생 둘째 동생 김헌주 역 - 경기도 수원 거주민.
- 하유미 : 김지원의 1965년생 동생 김유라 역 - 경기도 수원 거주민.
- 최종환 : 김지원의 1968년생 막내 동생 김혁주 역 - 경기도 수원 거주민.
- 김주영 : 이제니의 1952년생 아버지 이겸 역 - 이학수와 황증필의 차남 - 1971년, 소아 대상포진 관련 후유증으로 인하여 병역 면제 조치 처분을 받음. - 1982년 8월 19일, 미국 유타주 솔트레이크시티 이주.
- 이경진 : 이제니의 1956년생 어머니 강성자 역 - 1982년 8월 19일, 미국 유타주 솔트레이크시티 이주.
- 이현균 : 이제니의 1980년생 동생 이현균 역 - 1982년 8월 19일, 미국 유타주 솔트레이크시티 이주.
- 도지원 : 이제니의 1965년생 이모 강주란 역 - 주요적으로 미국 거주민.
- 김일우 : 이제니의 1963년생 이모부 김형준 역 - 주요적으로 미국 거주민.
- 박광남 : 이제니의 1947년생 큰아버지 이철 역 - 이학수와 황증필의 장남. - 주요적으로 미국 펜실베이니아 주 필라델피아 거주.
- 김애경 : 이제니의 1942년생 큰어머니 김애경 역 - 주요적으로 미국 펜실베이니아 주 필라델피아 거주.
- 이진우 : 이제니의 1967년생 사촌오빠 이진우 역 - 주요적으로 미국 펜실베이니아 주 필라델피아 거주.
- 곽진영 : 이진우의 1970년생 아내 곽진영 역 - 미국 펜실베이니아 주 필라델피아 거주.
- 진희경 : 곽진영의 1972년생 동생(이진우의 처제) 곽희주 역 - 주요적으로 미국 펜실베이니아 주 필라델피아 거주.
- 이윤성 : 이제니의 1976년생 사촌언니 이윤성 역 - 주요적으로 미국 펜실베이니아 주 필라델피아 거주.
- 권귀옥 : 이제니의 1949년생 첫째 고모 이수진 역 - 이학수와 황증필의 장녀. - 주요적으로 미국 인디애나 주 인디애나폴리스 거주.
- 명계남 : 이제니의 1952년생 첫째 고모부 명주보 역 - 주요적으로 미국 인디애나 주 인디애나폴리스 거주.
- 김정하 : 이제니의 1952년생 둘째 고모 이유하 역 - 주요적으로 미국 미네소타 주 미니애폴리스 거주.
- 이계인 : 이제니의 1952년생 둘째 고모부 국평익 역 - 주요적으로 미국 미네소타 주 미니애폴리스 거주.

#### 문숙이네 친가 및 친인척
- 문미봉 : 안문숙의 이복언니 안미봉(초취[12] 소생) 역
- 유명순 : 안문숙의 이복언니 안명순(초취 소생) 역
- 김복희 : 안문숙의 이복언니 안복희(초취 소생) 역
- 김소원 : 안문숙의 이복언니 안소원(초취 소생) 역
- 박규채 : 안문숙의 이복오빠 안갑룡(초취 소생) 역
- 김석옥 : 안문숙의 이복언니 안석옥(초취 소생) 역
- 윤문식 : 안문숙의 이복오빠 안수룡(재취[13] 소생) 역
- 최주봉 : 안문숙의 이복오빠 안회룡(재취 소생) 역
- 박인환 : 안문숙의 이복오빠 안수복(재취 소생) 역
- 남포동 : 안문숙의 이복오빠 안강산(재취 소생) 역
- 최은숙 : 안문숙의 이복언니 안은숙(재취 소생) 역
- 김영배 : 안문숙의 이복오빠 안치봉(재취 소생) 역
- 오욱철 : 안문숙의 이복언니 사위(박자혜 부군) 오욱철 역
- 박현숙 : 안문숙의 이복언니 딸 박자혜 역
- 조련 : 안문숙의 이복언니 딸 백귀란 역
- 황영희 : 안문숙의 이복언니 딸 장혜경 역
- 서이숙 : 안문숙의 이복언니 딸 정경숙 역

#### 해효 관련
- 박준규 : 권해효의 고등학교 동창 김세종 역 (목소리 출연)

#### 동엽이네 친가 및 친인척
- 심양홍 : 신동엽의 아버지 신양홍 역 (내과 전문의 및 의학박사, 예비역 대한민국 육군 공중보건의장교 중위, 전직 동부대학교 의과대학 겸임교수)
- 정성모 : 신동엽의 아버지 역
- 서권순 : 신동엽의 어머니 서권순 역
- 김형자 : 신동엽의 고모 신형자 역
- 박종관 : 신동엽의 고모부 박종관 역
- 손소영 : 신동엽의 고종사촌 동생 박소영(박종관과 서권순의 첫째 딸) 역
- 도지영 : 신동엽의 고종사촌 동생 박지영(박종관과 서권순의 둘째 딸) 역

#### 창정이네 친인척
- 진봉진 : 임창정의 큰아버지인 前 검사 출신의 임봉진 변호사 역
- 김동석 : 임창정의 사촌 자형이며 임봉진 前 검사의 사위인 김해룡 변호사 역

#### 의정이네 친가 및 친인척
- 송재호 : 이의정 아버지 이재호 역
- 사미자 : 이의정 어머니 사미자 역
- 이정호 : 이의정 남동생 이의동 역
- 최영완 : 이의정 여동생 이의랑 역
- 이인혜 : 이의정 여동생 역
- 서재경 : 이의정 남동생 이성진 역
- 이재룡 : 이의정 사촌 오빠이며 이의겸의 형 이의창 역
- 정찬 : 이의정의 사촌 오빠이며 이의창의 남동생 이의겸 역

#### 경인이네 친가 및 친인척
- 김희라 : 홍경인 아버지 홍희라 역
- 홍승옥 : 홍경인 어머니 한학자 역
- 김일우 : 홍경인의 작은아버지이고 홍희라의 동복 아우 홍붕요 역
- 김혜정 : 홍경인의 숙모이자 홍붕요의 아내 김혜정 역
- 김혜옥 : 홍경인의 고모이며 홍희라의 동복 여동생 홍군주 역
- 최화정 : 홍경인의 고모이며 홍희라의 동복 여동생 홍현주 역
- 김명수 : 홍경인의 삼촌이며 홍희라와 홍붕요의 이복 아우이자 홍수필의 동복 형 홍재공 역
- 오대규 : 홍경인의 삼촌이며 홍희라의 이복 아우이자 홍희라와 홍붕요의 이복 아우이며 홍수필의 동복 형 홍수공 역
- 정재곤 : 홍경인의 삼촌이며 홍희라의 이복 아우이고 홍희라와 홍붕요의 이복 아우이자 홍수공의 동복 아우이며 홍수필의 동복 형 홍재진 역
- 김호진 : 홍경인의 삼촌이며 홍희라와 홍붕요의 이복 아우이자 홍재공과 홍수공과 홍재진의 동복 아우 홍수필 역
- 김여진 : 홍경인 누나 홍세희 역
- 강현종 : 홍경인 남동생 홍경호 역
- 인병국 : 홍희라의 조카이고 홍붕요의 아들 홍경국 역

#### 동엽이가 복무한 옛 군대
- 최병학 : 신동엽이 의병 제대를 한 군부대 육군 사단장 및 육군 소장(2성 장군) 최병학 장군 역
- 안석환 : 신동엽이 의병 제대를 한 군부대 육군 사단장 최병학 육군 소장의 비서실장 안지민 육군 중령 역
- 이경영 : 신동엽이 의병 제대를 한 군부대 육군 사단장 최병학 육군 소장의 전속부관 이태효 육군 소령 역
- 정원중 : 신동엽이 의병 제대를 한 군부대 육군 사단 참모장 및 육군 준장(1성 장군) 정원중 장군 역
- 김현동 : 신동엽이 의병 제대를 한 군부대 육군 사단 예하 대대장 김남균 육군 중령 역
- 나경훈 : 신동엽이 의병 제대를 한 군부대 육군 사단 예하 외과 군의무장교 문길찬 육군 중위 역
- 오승환 : 신동엽이 의병 제대를 한 군부대 육군 사단 예하 외과 군의무장교 한철하 육군 중위 역
- 김한석 : 신동엽이 의병 제대를 한 군부대 육군 사단 예하 중대장 장태경 육군 대위 역
- 김학도 : 신동엽이 의병 제대를 한 군부대 육군 사단 예하 소대장 조종철 육군 중위 역
- 이창명 : 신동엽이 의병 제대를 한 군부대 육군 사단 예하 분대장 곽범경 육군 하사 역
- 김진수 : 신동엽 군과 우희진 양과 이경실 교수를 진찰한 문화대학교 의과대학 부속 병원 대장항문외과 전공의 레지던트 막바지 수료 예정자 김진수 역

#### 문화대학교 관련 이모저모 요주자들
- 홍기훈 : 1997년 2월 문화대학교 경제학과 4학년 졸업생 대표 홍기룡 역
- 이윤석 : 1997년 2월 문화대학교 국어국문학과 4학년 졸업생 대표 이윤석 역
- 서경석 : 1997년 2월 문화대학교 불어불문학과 4학년 졸업생 대표 서경석 역
- 차승환 : 1997년 8월 문화대학교 법학과 4학년 졸업생 대표 안수환 역
- 고명환 : 1997년 8월 문화대학교 경제학과 4학년 졸업생 대표 최철 역
- 장효웅 : 1997년 8월 문화대학교 행정학과 4학년 졸업생 대표 최종학 역

#### 문화대학교 축제 관련
- 홍서범 : 1997년 3월 문화대학교 축제 공동 진행MC 역
- 서태지 : 1997년 3월 문화대학교 축제 공동 진행MC 역
- 김지훈 : 1997년 3월 문화대학교 축제 공동 진행MC 역
- 김준희 : 1997년 3월 문화대학교 축제 공동 진행MC 역
- 양희은 : 1997년 3월 문화대학교 축제 초대 가수 역
- 김세환 : 1997년 3월 문화대학교 축제 초대 가수 역
- 문관철 : 1997년 3월 문화대학교 축제 초대 가수 역
- 업타운 : 1997년 3월 문화대학교 축제 초대 가수 역
- 이동원 : 1997년 3월 문화대학교 축제 초대 가수 역
- 권인하 : 1997년 3월 문화대학교 축제 초대 가수 역
- 현진영 : 1997년 3월 문화대학교 축제 초대 가수 역
- 이탁 : 1997년 3월 문화대학교 축제 초대 가수 역
- 신성우 : 1997년 3월 문화대학교 축제 초대 가수 역
- 이재영 : 1997년 8월 문화대학교 축제 공동 진행MC 겸 초대 가수 역
- 김성수 : 1997년 8월 문화대학교 축제 공동 진행MC 역
- H.O.T. : 1997년 8월 문화대학교 축제 초대 가수 역
- 젝스키스 : 1997년 8월 문화대학교 축제 초대 가수 역
- 이지훈 : 1997년 8월 문화대학교 축제 초대 가수 역
- UP : 1997년 8월 문화대학교 축제 초대 가수 역
- 쿨 : 1997년 8월 문화대학교 축제 초대 가수 역
- 터보 : 1997년 8월 문화대학교 축제 초대 가수 역
- 김경호 : 1997년 8월 문화대학교 축제 초대 가수 역
- 지누션 : 1997년 8월 문화대학교 축제 초대 가수 역
- 베이비 복스 : 1997년 8월 문화대학교 축제 초대 가수 역
- 박상민 : 1997년 8월 문화대학교 축제 초대 가수 역
- 김종환 : 1997년 8월 문화대학교 축제 초대 가수 역
- 남주희 : 1998년 8월 문화대학교 축제 공동 진행MC 역
- 이소희 : 1998년 8월 문화대학교 축제 공동 진행MC 역
- GIL : 1998년 8월 문화대학교 축제 진행MC 역
- 한스 밴드 : 1998년 8월 문화대학교 축제 초대 가수 록 밴드 역
- DOG : 1998년 8월 문화대학교 축제 초대 가수 록 밴드 역
- NRG : 1998년 8월 문화대학교 축제 초대 가수 역
- 신화 : 1998년 8월 문화대학교 축제 초대 가수 역
- S.E.S. : 1998년 8월 문화대학교 축제 초대 가수이자 보물 숨기기 작전회의 SES 역
- 핑클 : 1998년 8월 문화대학교 축제 초대 가수 역
- 정원관 : 1999년 4월 문화대학교 축제 공동 진행MC 역
- 조정현 : 1999년 4월 문화대학교 축제 공동 진행MC 겸 초대 가수 역
- 이현우 : 1999년 4월 문화대학교 축제 공동 진행MC 겸 초대 가수 역
- 윤상 : 1999년 4월 문화대학교 축제 공동 진행MC 겸 초대 가수 역
- 김종서 : 1999년 4월 문화대학교 축제 초대 가수 역
- 김건모 : 1999년 4월 문화대학교 축제 초대 가수 역
- 이기찬 : 1999년 4월 문화대학교 축제 초대 가수 역
- 홍경민 : 1999년 4월 문화대학교 축제 초대 가수 역
- 조성모 : 1999년 4월 문화대학교 축제 초대 가수 역
- 1TYM : 1999년 4월 문화대학교 축제 초대 가수 역
- 태사자 : 1999년 4월 문화대학교 축제 초대 가수 역
- 드렁큰 타이거 : 1999년 4월 문화대학교 축제 초대 가수 역
- 성진우 : 1999년 4월 문화대학교 축제 초대 가수 역
- god : 1999년 4월 문화대학교 축제 초대 가수 역
- 룰라 : 1999년 4월 문화대학교 축제 초대 가수 역
- 유리상자 : 1999년 4월 문화대학교 축제 초대 가수 역
- 김준선 : 1999년 4월 문화대학교 축제 초대 가수 역
- 이주원 : 1999년 4월 문화대학교 축제 초대 가수 역
- 최선원 : 1999년 4월 문화대학교 축제 초대 가수 역
- 이규석 : 1999년 4월 문화대학교 축제 초대 가수 역
- 이정석 : 1999년 4월 문화대학교 축제 초대 가수 역
- 이범학 : 1999년 4월 문화대학교 축제 초대 가수 역

#### 그 이외
- 김국진 : 이제니와 데이트하는 남자 김종철 역 (2회) / 가짜 대학생 역 (89회) / 도둑 역 (275회)
- 이영현 : 사랑의 스튜디오 진행자 이영현 역 (7회)
- 김영배 : 사랑의 스튜디오에서 우희진과 커플 성사된 남성 출연자 김영배 역 (7회) / 중화요리 집 주인 역 (29회)
- 김흥국 : 김영배의 친구 김흥국 역 (7회) / 중화요리 주방장 역 (29회) / 골목길 취객 남 김흥국 역 (381회) / 라디오 프로그램 진행자 김흥국 역 (79회 ~ 563회)
- 정재환 : 기인열전 진행자 정재환 역 (190회)
- 박미선 : 기인열전 진행자 박미선 역 (190회) / 라디오 프로그램 진행자 박미선 역 (79회 ~ 563회)
- 이정은 : 이의정의 헤어스타일을 바꾸려는 미용사 헤어 디자이너 (402회)
- 이홍렬 : 미국 유학파 출신인 우희진의 소개남 이홍렬 역 (22회) / 엽기 사기꾼 도사 이홍렬 역 (51회) / 카페 주인 직무대행 (96회 ~ 105회) / 목욕하고 나오는 아저씨 역 (287회)
- 신귀식 : 문화대학교 중국어학과 신귀식 교수 역으로 단역
- 이재룡 : 이선정이 좋아하는 성형외과 의사 이재룡 역 (43회)
- 홍승옥 : 이재룡의 어머니 역 (43회) / 오제형의 어머니 역 (74회)
- 배영옥 : 신양홍의 병원에서 일하는 간호사 역 (50회)
- 김효진 : 제임스 딘 속옷가게 주인 역 (72회)
- 서춘화 : 제임스 딘 속옷가게 부대표 역 (72회) / 방학을 맞아 홍경인은 바닷가에서 예쁜 해녀를 본 서춘화 역 (398회)
- 김성택 : 서춘화의 남자친구 김성택 역 (398회)
- 구본승 : ROTC 선배의 지시로 우희진을 카니발 파트너로 데려오라고 쫓아다니는 구본승 역 (132회) / 이제니가 차를 몰던 중 운전 미숙으로 곤란함 겪던 중 만난 교동경찰 박찬호 역 (527회) / 이제니의 모닝콜 아르바이트 대상자 구본승 역 (575회)
- 이지형 : 구본승의 ROTC 선배 이지형 역 (132회)
- 김보성 : 구본승의 고교 선배 김보성 역 (132회)
- 정운택 : 이제니가 차를 몰던 중 운전 미숙으로 곤란함 겪던 중 만난 교동경찰 박찬호인 교통경찰 정우석 역 (527회)
- 구본영 : 하숙집 살림 도맡는 우희진의 언니라인 구본승의 여자친구 심리상담사 강유정 역
- 송은영 : 신동엽에게 호감이 있는 문화대학교 영어영문학과 1학년 학생 송은영 역 (80회) / 경인이와 락카페에서 만난 고3 재수생 역 (206회) / 권해효가 후원하는 학생 송은영 역 (564회)
- 윤현숙 : 홍경인이 관심있는 에어로빅 강사 역 (81회)
- 고소영 : 신동엽의 번개팅녀 고소영 역 (106회)
- 박주미 : 신동엽의 폰팅녀 박주미 역 / 경인이의 삐삐에 메세지를 남긴 여인인 박주미 역 (220회)
- 김예린 : 홍경인이 관심을 가지나 송승헌에게 한눈에 빠진 라디오 DJ 김예린 역 (119회) / 상품 나눌 생각으로 신동엽에게 접근하는 사랑의 스튜디오 출연자 김예린 역 (137회)
- 김한석 : 사랑의 스튜디오 출연자 김한석 역 (137회)
- 류시현 : 사랑의 스튜디오 출연자 류시현 역 (137회)
- 양정아 : 임창정이가 첫 눈에 반해 짝사랑하는 동네 레코드 가게 주인 양정아 역 (240회)
- 엄정화 : 임창정과 미팅 후 애정 공세 작전에 실패한 음반 가게 주인 엄정화 역 / 홍경인이가 반한 꽃집 아가씨 역 (60회)
- 강수지 : 유치원 교사 강수지 역 (172회)
- 이승신 : 이의정의 절친이자 의정과 마찬가지로 송승헌에게 호감이 있는 이승신 역 (84회)
- 김기현 : 일반외과 전문의이자 의학박사 및 예비역 대한민국 육군 소령이며 문화대학교 의과대학 부속 병원 예하 원장 국신수 역
- 한근욱 : 일반외과 전문의이자 의학박사 및 예비역 대한민국 육군 소령이며 문화대학교 의과대학 부속 병원 예하 부원장 배근암 역
- 김혜영 : 문화대학교 부속 병원 예하 수간호사 김혜영 역
- 김수용 : 홍경인의 고등학교 동창 김수용 역
- 이혜영 : 홍경인의 고등학교 동창인 김수용의 부탁으로 이틀간 홍경인을 만난 이혜영 역
- 최할리 : 이선정의 고등학교 단짝 친구 에어로빅 강사 최할리 역 (180회)
- 재키 림 : 이선정의 고등학교 단짝 친구 에어로빅 강사 최할리의 친구 재키 림 역 (180회)
- 박명수 : 김자옥에게 키스 세례 받는 경비원 역 (52회) / 노예팅 진행자 박명수 역 (181회) / 바 직원 역 (598회)
- 안재욱 : 우희진의 프렌치 커피 샵 맞선남 안재욱 역 (68회)
- 최지우 : 홍경인과 버스 차내에서 우연히 만나 잠시 데이트한 최지우 역
- 정원관 : 쇼맨십에 능한 이탈리아 피자 레스토랑 점장 정병주 역
- 지석진 : 쇼맨십에 능한 이탈리아 피자 레스토랑 수석매니저 지덕구 역
- 조정현 : 쇼맨십에 능한 아메리칸 피자 레스토랑 지배인 조문환 역
- 이규석 : 홍경인이 관람한 서울 동숭동 라이브 카페 초대 가수 이응준 역
- 이정석 : 홍경인이 관람한 서울 동숭동 라이브 카페 초대 가수 이창선 역
- 박광정 : 권해효의 고등학교 선배이자 이의정의 옛날 과외 강사인 문화대학교 행정학과 특임강사 박광정 역
- 허준호 : 권해효의 고등학교 동기이며 박광정 강사의 고등학교 후배인 IMF 사태 탈출 성공자 허준호 역
- 이소라 : 문화대학교 모델학과 입학한 키 큰 신입생 이소라 역 (90회)
- 김수정 : 이의정의 절친이자 의정이가 승헌이를 좋아한다는 것을 모른채 승헌에게 대쉬하는 김수정 역 (100회)
- 최종원 : 67학번 전문대학 전문학사 출신으로 문화대학교 섬유공학과 편입학 및 4학년 복학생 최종원 역 (130회) / 경인을 납치하는 도둑 2인조 역 (258회) / 하숙집에 급습 침입한 엽기 도적 최종원 역 (523회)
- 박철 : 복학생 최종원의 아들 역 (130회)
- 독고영재 : 하숙집에 급습 침입했던 엽기 도적 최종원을 조사하는 경찰서 국장 독고영재 역 (523회)
- 조민기 : 카페에 손님으로 올 때 안문숙이 첫눈에 반한 약사 조민기 역 (139회) / 하숙집에 급습 침입했던 엽기 도적 최종원을 조사하는 경찰서 과장 조민기 역 (523회)
- 박용식 : 약사인 조민기의 아버지 역 (139회)
- 황인성 : 하숙집에 급습 침입했던 엽기 도적 최종원을 조사하는 경찰서 계장 황인성 역 (523회)
- 안내상 : 하숙집에 급습 침입했던 엽기 도적 최종원을 조사하는 경찰서 반장 안내상 역 (523회)
- 이매리 : 안문숙과 홍경인과 김진이 청취하는 라디오 호우주의보 해제 조치 통보 캐스터 역으로 목소리 출연
- 손민우 : 문화대학교 대학원 신문방송학과 언론학 석사 졸업자 손민우 역
- 이경심 : 문화대 언론학 석사 졸업자 손민우의 정혼녀 이경심 역
- 박병선 : 문화대 언론학 석사 졸업자 손민우의 남동생이며 문화대학교 대학원 경제학과 경제학 석사 졸업자 손선우 역
- 이영자 : 퀼트공예학원 강사 이영자 역
- 박진희 : 영어학원 강사 박진희 역
- 유현영 → 김여랑 : 영어학원 강사 박진희의 동료 영어강사 유현영 역
- 박솔미 : 1999년 2월 당시 고은을 보고 반한 홍경인은 다가가고 싶지만 홍경인의 부탁을 받고 마음을 전해주러 간 신동엽은 고은의 아름다운 모습에 반해 홍경인에게 거짓말을 하고 간 강고은 역 / 유흥업소 아가씨 박혜정 역 (588회) / 경인이가 반한 편의점 알바생 서현희 역 (595회) / 동물애호가인 경인이의 소개팅 상대 박혜정 역 (602회) / 동엽이와 같이 야구 응원하러 간 야구광팬 여성 역 (615회)
- 홍록기 : 김철수(소지섭 분)의 고등학교 동기 동창으로 우연스레 헤어 디자이너 홍록기 자신의 헤어 샵에서 김철수와 이의정이 만나며 된 자신의 헤어 샵 단골이던 고교 친구 김철수가 넌지시 던진 주선을 받고 이의정과 잠시 일요 데이트를 즐긴 고졸 및 방위 복무 출신 헤어 디자이너 홍록기 원장 역
- 심태윤 : 고졸 출신 헤어 디자이너 홍록기 원장의 조수였다가 홍록기가 원장으로 있는 헤어 샵 부원장에 초고속 등급한 고졸 및 2국민역 군대 면제 출신 헤어 디자이너 심태윤 부원장 역
- 선동혁 : 소방대장 선동혁 역
- 김현철 : 소방대원 김현철 역 (9회) / 김용림과 호감 가지는 약수터 할아버지 아들 역 (37회) / 2인조 불량배 역 (316회)
- 김장훈 : 대학생이 되어서도 오히려 어린애취급을 받자 오기가 난 제니는 섹시한 옷차림으로 만난 김장훈 역으로 카메오 출연
- 이창욱 : 우희진의 친구 애인 이창욱 역 (30회)
- 아이돌 : 포경수술 받으로 온 대기자로 아이돌 게스트 역 (31회)
- 박광남 : 김용림이 장보러가던 중 자전거에 부딪히면서 인연을 닿은 할아버지 박광남 역 (494회)
- 오승룡 : 철수에게 마법이 깃든 오래된 타자기를 건네는 리어카 할아버지 역 (578회)
- 양택조 : 기업 회장 역 (244회) / 사장 상인 역 (292회) / 진이의 할아버지 역 (511회)
- 김형일 : 제니가 사랑니 빼러 갔다 반한 치과의사 김형일 역 (34회) / 이경실과 결혼까지 할 뻔한 첫사랑 역 (195회)
- 유퉁 : 가정부 안문숙의 애인 유퉁 역 (97회)
- 뚜띠 : 게스트 뚜띠 역 (97회)
- 남성진 : 거침없는 성격의 문화대학교 섬유공학과 4학년 복학생 27세 남민수 역 (105회) / 사진가 남성진 역 (371회)
- 강미 : 이경실의 첫사랑 어머니 역 (195회) / 홍경인이 차에 치일 뻔 아이의 어머니 역 (204회) / 문화대학교 섬유공학과 1학년 과대표 최강희 어머니 김영란의 친정 새어머니 역 (329회) / 미스코리아 배출한 미용실에 상담 받으러 온 학생 어머니 역 (603회)
- 이인영 : 이경실과 대학 시절 알고 지낸 선배 이인영 역 (195회)
- 김애리 : 홍경인이 락카페에서 만난 은영의 학교 친구 김애리 역 (206회)
- 김승욱 : 이경실에게 회사 직원 추천 받으러 온 친구 김승욱 역 (310회) / 시장 상인 일행 역 (360회) / 송승헌의 막내 삼촌 역 (369회) / 학원을 운영하는 권해효의 친구 김승욱 역 (375회)
- 김동수 : 김용림의 친구 김영옥이 애지중지하는 손자 김동수 역 (490회)
- 김학도 : 노래방 영상 모델 관련 일하는 사람 역 (147회) / 경찰 역 (175회)
- 손종범 : 정우성 역
- 윤영준
- 유하영 : 유하영 역
- 유오성 : 유오성 역
- 우현주
- 조민희
- 전선민 : 라이브 카페 가수 전선민 역 (269회)
- 김현성 : 홍경인에게 연예인 바래다주는 퀵서비스 알바 제안하는 아는 후배 김현성 역 (274회)
- 김혜영 : 진이에게 호감을 느끼며 적극적인 구애를 하는 태권도 도장 이혜영 역 (372회) / 이제니의 친구 김혜영 역 (460회)
- 태진아
- 이박사
- 송대관
- 주현미
- 이윤석 : 농구선수이자 홍경인의 친구인 오지현 역 (10회) / 2인조 도둑 역 (32회) / 의정이가 소개받은 남자 역 (88회) / 강변가요제 PD 역 (116회)
- 서경석 : 군대 휴가 나온 신동엽의 대학 선배 역 (46회) / 라디오 DJ 진행자 서경석 역 (252회) / 이경실, 권해효의 결혼식 사회자 서경석 역 (590회)
- 홍기훈 : 카페에서 만난 우희진에게 반한 꽃집 배달원 홍기훈 역 (165회) / 홍경인을 납치하는 도둑 2인조 역 (258회) / 안문숙의 동생 역 (612회)
- 홍서범 : 술먹고 노상방뇨하다 파출소에 연행된 술주정남 홍서범 역 (62회)
- 김준희 : 이의정의 친구인 홍경인의 소개팅녀 김준희 역 (78회)
- 오창훈 : 짤막하게 오창훈 역 (78회)
- 조수아 : 수영장에서 만나게 된 이의정의 고교 동창 조수아 역
- 노아 : 라이브 카페 가수 노아 역
- 설운도 : 그때 과일가게 주인 할머니 생일날 홍경인이 2:8 머리 하구 설운도 흉내 낸것이 생각난 설운도 역
- 박주아 : 안문숙을 장래 며느리감으로 점찍은 홍석천의 어머니 나주아 역 (618회)
- 정재은
- 이수영 : 우희진에게 선자리가 들어오는자 시작한 신동엽은 전화가 걸려온 이수영 역으로 전화 목소리 출연
- 주상욱
- 최강희 : 1997년 2월 말순 당시 6년간의 말레이시아(수도 콸라 룸푸르) 유학을 끝마치고 귀국하여 제주도 제주 지역에서 고등학교 졸업학력 검정고시 채비를 하는 지난날 한인 유학생 출신이자 당시 만18세 검시생 고재숙 역
- 최지나 : 정인숙 역
- 고정민 : 정지은 역
- 김나영 : 동엽의 미팅 상대인 무용과 이숙희 역 (574회)
- 최준용 : 박철수 역
- 곽정욱 : 어린시절 박철수 역
- 김학준 : 어린시절 박철수 역
- 김승현
- 윤다훈 : 한기범 역
- 양지선 : 정선미 역
- 박준금 : 박준금 역
- 허수경 : 허수경 역
- 서수남 : 서수남 역
- 정재윤 : 정재윤 역
- 정진수 : 정진수 역
- 표인봉
- 최승경 : 1996년 12월 당시 13년여만에 서울(대한민국)로 잠시 귀국한 말레이시아 유학생 24세 최승택 역
- 남희석 : 1996년 12월 당시 13년여만에 서울(대한민국)로 잠시 귀국한 말레이시아 유학생 24세 남태석 역
- 박수홍 : 1996년 12월 당시 13년여만에 서울(대한민국)로 잠시 귀국한 말레이시아 유학생 24세 양근승 역
- 유재석 : 1999년 1월 당시 15년여만에 서울(대한민국)로 잠시 귀국한 말레이시아 유학생 25세 장승모 역
- 심현섭 : 1999년 1월 당시 15년여만에 서울(대한민국)로 잠시 귀국한 말레이시아 유학생 25세 양대창 역
- 노정렬 : 1999년 1월 당시 15년여만에 서울(대한민국)로 잠시 귀국한 말레이시아 유학생 25세 노순덕 역
- 최수린
- 신명철 : 전원일기 세노인 중 맏형 박민우 영감의 생질 조카 신명철 역 (14회 ~ 23회)
- 정태섭 : 전원일기 세노인 중 막내 이태섭 영감 역 (14회 ~ 23회)
- 정대홍 : 전원일기 세노인 중 둘째 김대홍 영감 역 (14회 ~ 23회)
- 홍민우 : 전원일기 세노인 중 맏형 박민우 영감 역 (14회 ~ 23회) / 손자와 연극 매표하러 온 할아버지 역 (302회) / 진이가 배달 알바할 때 물품 수령한 아이 할아버지 역 (355회)
- 김민상 : 임창정이 우편배달 알바할 때 하늘에 계신 엄마에게 보낸 아이 윤호 역 (282회) / 진이가 배달 알바할 때 물품 수령했던 아이 현철 역 (355회)
- 한무 : 김용림 여사의 남편 역 (113회)
- 정진 : 미국으로 이민 간 김용림의 초등학생 동창생 역 (10회)
- 신국 : 김용림이 소개받은 5살 연하인 할아버지 역 (562회)
- 이미경 : 기숙사 사감 민경자 역
- 김규철 : 하숙집 주인 장기철 역
- 윤미라 : 하숙집 주인 장기철의 아내 오순애 역
- 배동성 : 하숙집에서 함께 지내는 대학 선배 배동성 역
- 김세윤 : 김성기 역
- 신신애
- 오미희
- 박해미
- 박정수 : 홍수정 역
- 이두일 : 주유소 점장 이두일 역 (432회)
- 최왕순
- 김승우
- 함신영 : 장현수 역
- 허성수 : 민서연 역
- 박형준 : 차용구 역
- 박상아 : 한혜경 역
- 박형선 : 정소영 역
- 박정숙
- 유호선
- 김은수 : 김혜미 역
- 김은정 : 이유리 역
- 박지영
- 박은영
- 이응경
- 변소정
- 신윤정 : 정혜윤 역
- 임경옥
- 정우성
- 조은숙
- 염정아 : 지영 역
- 전혜진 : 술취해 쓰러진 자신을 송승헌이 도와주면서 송승헌과 인연을 맺은 전혜진 역 (75회)
- 장동건 : 정우 역
- 장서희 : 혜진 역
- 최수종 : 한성준 역
- 최민수 : 강도진 역
- 최민식 : 김수찬 역
- 최재성 : 정진호 역
- 차승원 : 홍석천 역
- 차인표 : 김대웅 역
- 김희애 : 홍세연 역
- 김혜수 : 홍미영 역
- 채시라 : 김상희 역
- 최진실 : 박미경 역
- 최정원 : 이선영 역
- 채국희 : 최혜진 역
- 이혜근 : 홍유진 역
- 구혜진 : 송승헌의 중학교 동창 구혜진 역 (253회) / 홍경인의 초등학교 동창인 초등학교 교사 역 (467회)
- 김세아 : 송승헌의 고등학교 친구 애인 김세아 역 (259회)
- 김남진
- 김지남
- 박충선 : 신방과 선배, 역술 쪽 박충선 역
- 전영미 : 다이어트 보조제 약사, 진상 손님 전영미 역 (20회)
- 김정민 : 홍경인에게 사과하며 청국장을 맛있게 먹는 이제니랑 같이 정훈 역 (25회)
- 이선균
- 유혜정 : 톱모델이자 우희진, 신동엽과 동네 친구 유혜정 역 (28회)
- 박용수 : 회사 면접관이나 국장 박용수 역
- 정호영
- 조희
- 송윤아 : 한지연 역
- 김혁 : 박종석 역
- 김성수 : 이상민 역
- 김보경
- 김지혜 : 홍경인과 만난 학교 후배 김지혜 역 (304회) / 만두 때문에 배탈난 홍경인의 에피소드에 얽힌 데이트 상대 역 (461회) / 대학 일일호프 티켓 판매할 때 신동엽이 티켓을 사주면서 데이트를 즐긴 초등학교 후배 지수미 역 (473회)
- 오유나 → 이승연 : 정하나 역
- 오영채 : 한유리 역
- 성시경 : 프렌치 카페 업소 주인에게 호명을 받는 1999년 종로 혜화동 프렌치 카페 종업원이며 군 입대를 앞둔 20세 고시생 신철신 역
- 차승민
- 신동욱
- 이정희 : 차비 없는 제니가 돈을 벌린 남자 같은 여자 이정희 역 (217회)
- 김미성 : 우희진의 고등학교 친구 이숙희 역 (574회) / 중국집에서 신동엽을 보고 홀딱 반한 국문과 신입생인 경자 역 (579회)
- 권선희 : 중국집에서 만난 경자의 친구 역 (579회)
- 최재호
- 이경선
- 유경아
- 황지온
- 김정난
- 정선경
- 성동일
- 송영규
- 박미영
- 박현영
- 박성웅
- 김상중
- 전수경
- 노경주
- 유하복
- 이찬영
- 조재혁 : 정진철 역
- 조혜영
- 문경훈 : 이제니 동창의 남자친구 문경훈 역 (389회) / 의상실 디자이너 역 (438회) / 신동엽의 친구 문경훈 역 (473회 ~ 509회 ~ 513회 ~ 558회) / 철수의 친구 문경훈 역 (506회) / 철수의 후배 고은미의 남자친구 문경훈 역 (528회)
- 윤정수
- 김정욱 : 정수 역
- 김현수 : 이수진 역
- 이상진 : 강현수 역
- 이지은
- 성우진
- 박선영
- 김태우
- 박선영
- 배민희 : 배민희 역
- 이은주 : 말레이시아 콸라 룸푸르 뱀띠 22세 교포 겸 유학생 하광숙 역으로 목소리 출연
- 윤지영 : 윤지민 역
- 엄지원 : 이제니와 수영장에 같이 온 친구 엄지원 역 (416회)
- 오지호 : 엄지원의 남자친구 오지호 역 (416회)
- 김명희 : 유명 디자이너 조정숙 역 (418회) / 홍경인에게 과외 받는 홍진경의 어머니 역 (486회) / 점쟁이 역 (586회) / 미스코리아 배출한 미용실 원장 역 (603회)
- 배종옥 : 정순애 역
- 곽현식 : '킹카 브러더스'의 일원인 곽현식 역
- 박광현 : '킹카 브러더스'의 일원인 박광현 역
- 박정철 : '킹카 브러더스'의 일원인 박정철 역
- 박은혜 : 강미나 역
- 박시은 : 한지영 역
- 정양
- 안연홍 : 경인, 진이가 전시회에서 미대생 행세를 하며 만난 미대생 안연홍 역 (396회)
- 오서운
- 정욱 : 송승헌의 친구 장세진 역 (390회)
- 임유진
- 장혁
- 최형근
- 송창환 : 김철수 역
- 최창민 : 이동희 역
- 김승현 : 김승현 역
- 고수 → 원기준 → 서동수 → 김상중 : 이상훈 역
- 조미령 : 의상실 디자이너 딸 조미령 역 (138회) / 신방과에 입학하는 이선정의 친구 조미령 역 (314회)
- 김희선 : "난 홍석천 열렬히 지지해용 그 사람이 아침 토크쇼에 나온뒤부터 눈여겨 봤었죠." 커밍아웃 걸 김희선 역
- 구자미 : 김지은 역
- 강우경 : 이수정 역
- 김유리 : 홍경인이 길거리에서 구해준 계기로 연인이 닿은 여자이자 임창정의 첫사랑 김유리 역 (260회) / 홍경인이 제주도 바다에서 만난 해녀이자 박지윤의 친구 김미연 역 (399회) / 서현희의 친구 김미연 역 (595회)
- 권혁종 : 장용석 역
- 권현영 : 결국 밤에 혼자 하숙집 앞 벤치에 앉아 있는데, 갑자기 조명 아래 등장한 장용석의 여자친구 이소연 역
- 김광필 : 조병수 역
- 김태연 : 조병수의 여자친구 정다연 역
- 김민희 : 절친한 대학생 친구 사이로, 하숙집에서 함께 지내는 고민을 듣고 조언을 해주는 조병수와 정다연의 친구 정은지 역
- 김단비 : 슬쩍슬쩍 신호를 보내보지만 영 눈치는 조병수의 여자친구 김단비 역
- 권민중 : 진이가 구두가게 갔다가 하이힐 신은 모습에 홀딱 반한 김진의 여자친구 권민중 역 (465회)
- 권이지 : 당황하다가 웃으며 도시락을 나누주는 둘은 조용한 캠퍼스 벤치에서 나란히 앉아 도시락을 먹는 김정민의 여자친구 송미래 역
- 고주희 : 진이의 미팅 상대인 골프 특기생 고주희 역 (424회)
- 김지연 : 학교 도서관 사서 김지연 역 (318회 ~ 320회) / 송승헌 참고자료 준비 도와주는 김지연 역 (392회 ~ 394회) / 학창 시절 빨간 내복의 별명을 가졌던 진이의 중학교 동창 김지연 역 (546회)
- 김하늘 : 하숙집에서 지내며 서로 챙겨주기도 하는 김지연의 친구 한나 역
- 권영경 → 이보희 : 장미숙 역
- 이상숙 : 이혜경 역
- 이혜숙 : 윤정 역
- 이본 : 꿈속에서 신동엽이 면접보러 간 회장 딸 이본 역 (565회) / 버스에서 소매치기를 하다 만나게 된 홍경인의 동창 이본 역 (614회)
- 전정희 : 승헌이가 겪었던 공포가는 홀로 시름시름 죽어가는 여성 박애라 역 (168회)
- 정미숙 : 박애라의 친구 홍선영 역
- 조성규 : 박애라의 남편 조민수 역
- 고두심 : 미순 역
- 김영애 : 정숙 역
- 김미숙 : 정은주 역
- 김용선 : 윤선영 역
- 최불암 : 박영태 역
- 김혜자 : 김원숙 역
- 송선미
- 유준상 : 강민수 역
- 김지수 : 강미숙 역
- 김소연 : 송승헌이 교생 실습 나갈 때 반 학생인 여고생 김소연 역 (127회)
- 홍은희 : 이제니의 친구 김지현 역 (594회)
- 구민지 : 김지영 역
- 김유미 : 우희진의 친구 이수정 역 (620회)
- 이현경 : 카페 여사장 강수정 역
- 유승관
- 노상림
- 이종만
- 고진명
- 이자영
- 이주경
- 설수진
- 송금식
- 서병돈
- 김알음
- 박주희 : 신동엽 일행의 미팅 상대 미영 역 (587회) / 현희의 친구 미영 역 (595회) / 제니, 진이 대학 친구 미영 역 (604회)
- 배도환 : 성인 나이트 웨이터 배도환 역 (588회)
- 이원석 : 이의정의 소개팅남 이원석 역 (592회)
- 윤용현 : 버스 소매치기범 역 (283회) / 문화 그룹 경호팀 역 (421회) / 조직폭력배 부하 윤용현 역 (599회)
- 이승우 : 형사 역 (283회) / 이제니 따라다니는 남자 이승우 역 (618회)
- 테리 : 진이와 쏙 빼닮은 대학교 학생 역 (291회)
- 성명신
- 신주리 : 한유진 역
- 홍충민 : 윤지숙 역
- 송종호 : 한태민 역
- 이주희 : 박하경 역
- 이미연
- 차광수
- 방양희
- 최세환 : 한상철 역
- 신승주
- 최성철
- 표철환
- 곽정희
- 권미혜
- 원웅재
- 김건호 : 헤어 샵 원장 홍록기의 소소한 사건을 담당한 서울 베테랑 법무사 김건호 역
- 오신환 : 베테랑 법무사 김건호의 사무장 오신환 역
- 제니퍼 클라이드 : 하숙집 하루 머물게 된 크리스티 역
- 오성식 : 김성재 역
- 김린 : 정숙 역
- 이한우 : 교환교수로 내한 당시에 경실과 희진을 서울 문화호텔 파티에 초대한 로버트 레드퍼드 교수 역
- 유승준 : 로버트 레드퍼드 교환교수의 한국인 수행비서 브루스 리 역
- 백일섭 : 문화대학교 영어영문학과 겸임교수 백두진 역
- 이다 도시 : 백두진 교수의 프랑스 출신 재취 부인이며 백 교수 아들 백종진 군보다 세 살 어린 계모(새어머니) 소니아 네슐리에 역
- 서영진 : 백두진 교수의 상배 초취 부인 소생 아들 백종진 역
- 김지영 : 백두진 교수의 며느리이자 백종진의 부인 김순애 역
- 박지일 : 골드 캐멀스 사이언스 컴퍼니 사장 겸 문화대학교 대기과학과 객원 초빙교수 박지일 역
- 이혜영 : 박지일의 아내 이혜영 역
- 김경룡 : 골드 캐멀스 사이언스 컴퍼니 부사장 김경룡 역
- 조영진 : 박지일의 운전기사 조영진 역
- 김광규 : 박지일의 비서관 김광규 역 (목소리 출연)
- 최진영 : 박지일의 고종 사촌동생 최진영 역
- 조명식 : 박지일의 생질 조명식 역
- 조현철 : 박지일의 생질 조현철 역 (목소리 출연)
- 문창길
- 문창근 : 안문숙의 결혼식 상상 속 신랑 문창근 역 (133회) / 이경실의 첫사랑의 일란성 쌍둥이 형 문창근 역 (195회)
- 이춘식 : 안문숙과 선보는 남자인 쌀가게 배달원 이춘식 역 (135회)
- 박재현
- 주한울 : 주상혁 역
- 여현수 : 한재석 역
- 이미미
- 김효수
- 길정화
- 고동현 : 박상철 역
- 김영미 : 김혜진 역
- 김흥수
- 김진이
- 강혜정
- 오현철
- 양미라
- 양민아
- 이경호
- 이경원 : 선정이 잠시 아이스크림 알바할 때 점장으로 짧게 이경원 역 (552회)
- 서현기 : 불량배 패거리 서현기 역 (156회 ~ 294회)
- 김규민
- 고가령
- 전유경 : 서미경 역
- 유소영
- 공은국
- 안경용
- 이도경
- 전해림
- 홍수현 : 이수연 역
- 한희 : 윤소미 역
- 황윤미 : 황윤미 역
- 육동일
- 류현경 : 하숙집 옆집에 이사 온 이웃 여자 류현경 역 (600회)
- 노희지 : 박진숙 역
- 주슬기 : 주리 역
- 신지수 : 유정 역
- 이정윤 : 이정윤 역
- 장수혜
- 신주호 : 우희진이 병원에서 만난 아픈 아이 신주호 역 (183회) / 이의정이 놀이터에서 만난 아이 진일 역 (207회)
- 이세영
- 김석 : 김상철 역
- 박은빈
- 정준 : 강석주 역
- 오승준 : 오락 구경하는 아이들 오승준 역 (371회)
- 김성은
- 김성민
- 김소영
- 안재홍
- 김창환
- 권해광
- 김초연
- 박지미 : 신동엽, 송승헌이 크리스마스를 위해 유치원에 산타 아르바이트 박지미 역 (45회)
- 김형기 : 이의정에게 기숙사에 과외 받으러 왔다갔다가 우희진에게 반한 학생 복태 역 (56회)
- 장미나 : 송승순의 어린 시절 역 (432회)
- 백성현
- 이찬호
- 맹세창 : 자해공갈간 아들 맹세창 역 (608회)
- 이민호 : 자해공갈간 아들 맹세창의 친구 이민호 역 (608회)
- 이풍운
- 유현지
- 박세영
- 주용진
- 강신범
- 김민정
- 송혜교
- 전지현
- 이잎새
- 윤지혜
- 이정현
- 이지은
- 권인선 : 이의정이가 남장 행세를 하고 알바할 때 의정이에게 관심을 보이는 신입생 직원 역 (330회) / 이제니의 친구 권인선 역 (359회) / 분만 의사 역 (418회)
- 이승아 : 이의정이가 남장 행세를 하고 알바할 때 의정이에게 관심을 보이는 신입생 직원 역 (330회) / 이의정의 친구 이승아 역 (359회) / 이의정이와 같이 일하는 의상실 직원 역 (418회)
- 정승원 : 홍경인이가 동시에 데이트하게 된 정승원 역 (343회)
- 박영규 : 이선정의 재수학원 강사로 언니인 연주와 소개킹하는 박영규 역 (16회)
- 이재은 : 송승헌에게 반한 이제니의 영어 동아리 친구 이재은 역 (19회)
- 김정균 : 여자 돈 떼어먹는 사기꾼으로 안문숙에게 사기 피해를 입힌 금융 사기꾼 김정균 역 (176회) / 이경실과 자동차 충돌 사고 이후로 계속 부딪히는 남자이자 진이의 삼촌인 치과의사 역 (489회)
- 임호 : 금융 사기꾼 김정균 똘마니 임호 역 (176회)
- 박상면 : 금융 사기꾼 김정균에게 채소 상자를 던져 김정균을 고꾸라뜨리는 채소 중간 상인 박상면 역 (176회)
- 이영범 : 박상면의 형 역
- 이영애 : 농협 트럭 드라이버 이영애 역
- 오현경 : 농협 트럭 드라이버 오현경 역
- 장덕수
- 유병희
- 손무
- 오태경
- 공재원
- 곽인준
- 권홍석
- 장두이
- 위양호
- 이석준
- 이정규
- 이정성
- 손지창 : 최진수 역
- 손현주 : 기숙사 사감 강호동 역
- 손건우 : 한상규 역
- 신은경 : 조혜진 역
- 심은하 : 박미영 역
- 전도연
- 이보영
- 윤현정
- 오주이
- 서지연
- 황진영
- 이상인
- 김세민
- 김민종 : 배성우 역
- 김지호 : 양희경 역
- 김남주 : 정혜진 역
- 김명민 : 윤상현 역
- 김석훈 : 박상민 역
- 김상경 : 한상민 역
- 김현균
- 권상우 : 김상규 역
- 강승연 : 유미라 역
- 김윤진 : 김은지 역
- 김원희
- 김가연
- 전인화
- 유호정
- 하희라
- 이정섭
- 추은주 : 김혜정 역
- 추소영 : 톱 모델 추수정 역 (560회)
- 최철호 : 문화대 미술학과 강사 최철호 역
- 권병길 : 최철호 강사의 아버지이자 최상학 군의 할아버지 최병길 역
- 김하균 : 최철호 강사의 숙부(작은아버지)이자 최병길의 친조카이며 최우혁 군의 아버지인 최상학 군의 작은할아버지 최하균 역
- 이명숙 : 최철호 강사의 숙모이자 최우혁 군의 어머니 이명숙 역
- 최우혁 : 나이 많은 열여섯살짜리 5촌 조카 최상학 군의 관음증을 꾸짖는 나이 어린 열두살 종숙부(從叔父)이자 문화대 미술학과 강사 최철호의 사촌 남동생 녀석인 초등학교 5학년생 최우혁 역
- 최상학 : 삼촌 곁을 몰래 훔쳐보는 최철호 문화대 미술학과 강사의 친조카 녀석이자 초등학교 5학년생 최우혁 군의 네 살 많은 5촌 조카인 열여섯살 중학교 3학년생 최상학 역
- 지누리 : 문화대 미술학과 강사 최철호의 사촌 남동생인 최상학의 여자친구 지누리 역
- 조인성 : 문화대 미술학과 강사 최철호의 사촌 남동생인 최상학의 친구 조인성 역
- 장혜숙
- 조덕현
- 장가현
- 배나리
- 류태호
- 남현주
- 고세원
- 김서형
- 어남선 → 김인권 : 이상호 역
- 안재모 : 홍경인이 가르치는 과외 학생 안재모 역 (277회)
- 김윤경 : 대학로를 걷고 있는 신입생1 김윤경 역 (399회) / 간호사 김윤경 역 (350회)
- 유현철 : 버스에 승객들에게 돈 거두는 조폭 2인조 유현철 역 (349회) / 마라톤 참가자 유현철 역 (352회) / 계산 안 하는 포장마차 불량배 손님 유현철 역 (407회)
- 오숙희 : 여성학 특강사 오숙희 역 (362회)
- 명수영
- 성현아 : 홍경인은 좋은 집 앞을 지나다가 뛰어내리는 시연을 만나고 부잣집 만난 성시연 역 (292회)
- 김옥주 : 김옥주 역
- 강지오 : 김옥주의 친구 강지오 역
- 정준오 : 지윤이 반한 야구부 선돈열 역 (357회) / 일자리 구하러 시골에서 서울에 상경한 경인의 동생 홍경호 역 (385회) / 의정이 앞에 어릴적 철수와 라이벌 관계였던 영철이 나타난 정영철 역 (589회)
- 손소영 : 진이가 동엽, 경인에게 미팅 주선한 써클 후배 손소영 역 (516회) / 어릴 적 의정의 친구 정영철의 여자친구 손소영 역 (589회) / 권해효의 후배 일행 역 (591회) / 바 남자 손님의 신혼 첫날밤 이혼에 얽힌 일화 속 등장하는 전 와이프 역 (598회)
- 문혁 : 이제니, 이의정, 박지윤이 영화관 앞에서 만난 고등학생 무리 중 문혁 역
- 이규한 : 제니에게 반해 연애편지를 쓰는 규한 역 (J에게 온 편지), 서울 청담동 커피 숍에서 이제니에게 갑작스레 첫눈에 반한 2년 연하남이며 20세의 미국 유학 예정자 이규한 역
- 박진영 : 박진영 역
- 고수희 : 고수희 역
- 김남진 : 김남진 역
- 김민준 : 이태석 역
- 김선영 : 김선영 역
- 김형범 : 김형범 역
- 이창주 : 이상호 역
- 전성은 : 조미라 역
- 차승민 : 한나 역
- 곽태근 : 곽태근 역
- 수애 : 서지영 역
- 이정진
- 심지호
- 연정훈
- 오경수
- 음정희
- 최성준 : 결혼한다는 이경실의 남자친구 최성준 역 (335회)
- 오연수 : 비 오는 날 도서관 앞에서 송승헌 우산을 빌려준 이후 송승헌과 잠시 밀접한 관계를 가진 서울 문화도서관 초급 사서 오연수 역
- 김예분 : 오연수의 동료 사서인 서울 문화도서관 초급 사서 김예분 역
- 김민 : 오연수의 동료 사서인 서울 문화도서관 초급 사서 김수민 역 / 이경실의 친구 최성준과 결혼하는 김혜원 역 (335회)
- 이민영 : 오연수의 동료 사서인 서울 문화도서관 초급 사서 이민영 역
- 이나영 : 편지를 발견한 진이는 이니셜 J가 자신을 뜻하는 거라며 서클 후배 나영이 자신을 좋아하는 거라고 착각한 이나영 역
- 금준희 : 준희 역
- 방용화 : 방 사장 역
- 장호일 : 장호일 역
- 김재인
- 배두나 : 정다혜 역
- 이주현 : 이선정이 첫눈에 뻑간 카페 손님이자 우희진의 독서클럽 후배 이주현 역 (498회) / 신동엽, 우희진이 인턴으로 입사한 광고 회사 대리 이주현 역 (549회)
- 이범수 : 총 여섯명의 제자들에게 연기의 기초라 할 수 있는 발성학과 학원 강사인 문화대학교 뮤지컬학과 졸업자 이범수 역
- 김영호 : 이범수 강사의 대학 선배이며 문화대학교 뮤지컬학과 졸업자인 서울 낙원동 탑 매스터즈 음악학원 강사 김영호 역
- 김유석 : 이범수 강사의 대학 선배이며 문화대학교 뮤지컬학과 졸업자인 서울 낙원동 탑 매스터즈 음악학원 강사 강성태 역
- 김성희 : 이범수 강사의 대학 선배이며 문화대학교 뮤지컬학과 졸업자인 서울 낙원동 탑 매스터즈 음악학원 강사 강선희 역
- 김혜선 : 이범수 강사의 대학 선배이며 문화대학교 뮤지컬학과 졸업자인 서울 낙원동 탑 매스터즈 음악학원 한선희 역
- 권혁호 : 이범수 강사의 대학 선배이며 문화대학교 뮤지컬학과 졸업자인 서울 낙원동 탑 매스터즈 음악학원 강사 권혁호 역
- 김희령 : 이범수 강사의 대학 선배이며 문화대학교 뮤지컬학과 졸업자인 서울 낙원동 탑 매스터즈 음악학원 강사 김희령 역
- 김태영
- 이환
- 오정해
- 정경순
- 조성하
- 전해룡
- 오정석
- 이정훈
- 김윤정 : 김윤정 역
- 강경헌 : 강미선 역
- 권도경 : 윤소희 역
- 조은경
- 최지현 : 이휘재가 차를 몰고 가다 사고 낼 때 만난 미스코리아 진 최지현 역 (395회)
- 김부용 : 백댄서였던 이선정도 무명의 연극배우 쁘와송 홍석천도 유명인이 되는 푼수 역 (525회)
- 정대열
- 장수형
- 정승호
- 정의갑
- 김윤중
- 류진 : 한길수 역
- 윤기원 : 한동진 역
- 이태란 : 이경희 역
- 이성재 : 이성재 역
- 이민우 : 이민우 역
- 김시원 : 철수를 짝사랑하는 대학동기인 수영강사 김시원 역 (561회)
- 이동신 : 겸임교수 사퇴를 앞둔 문화대학교 경찰행정학과 겸임교수 이동신 역
- 신충식 : 방북 신청하러 온 김용림의 사촌 오라버니 역 (403회) / 길거리에 토정비결 보는 할아버지 역 (524회)
- 이묵원 : 겸임교수 사퇴를 앞둔 문화대학교 일반행정학과 겸임교수 이묵원 역
- 윤석오 : 겸임교수 사퇴를 앞둔 문화대학교 정치외교학과 겸임교수 윤석오 역
- 송옥숙
- 변신호
- 이병철
- 이현실
- 윤덕용
- 손종환
- 순동운
- 송귀현
- 이승호
- 장동직
- 장대지
- 전운 : 겸임교수 사퇴를 앞둔 문화대학교 서예학과 겸임교수 전운 역
- 조춘 : 겸임교수 사퇴를 앞둔 문화대학교 군사행정학과 겸임교수 조춘 예비역 해병대 소령 역
- 신승훈
- 신혜수
- 최윤정
- 박원상
- 김의성
- 임원희
- 김주일 : 진이를 좋아하는 친구 김주일 역 (305회) / 가수 지망생인 회장 딸 역 (616회)
- 방은희 : 신동엽이 취직한 광고회사 방은희 팀장 역 (544회)
- 금보라 : 송승헌이 잠시 볼링 알바할 때 부담스럽게 다가왔던 아줌마 회원 금보라 역 (218회)
- 권은아 : 안문숙의 가게에 총각 행세하여 접근하는 유부남 손님의 부인 권은아 역 (354회)
- 최범호 : 권은아의 남편 최범호 역 (354회)
- 김승환 : 정우 역
- 전재룡 : 주영훈 역
- 구보석
- 권태원
- 김정애
- 김민정 → 송채환 → 조민수 : 유미 역
- 성진우 : 꽃배달원 성진우 역 (607회)
- 정성호 : 퀵서비스 배달원 정성호 역
- 한은정
- 남궁민
- 박성희
- 조현재
- 조윤희
- 이동욱
- 구혜령
- 김미라
- 임대일
- 이경아
- 김정국
- 신승임
- 윤손하 : 윤손하 역
- 원빈 : 윤손하의 남자친구 김도진 역
- 이지현
- 김춘호 : 주로 대사 한마디씩 하고 스치듯이 지나가는 김춘호 역
- 오태석 : 1997년 2월 겸임교수 사퇴를 앞둔 문화대학교 문예창작학과 겸임교수 오태석 역으로 카메오 단역
- 이윤택 : 1997년 2월 겸임교수 사퇴를 앞둔 문화대학교 문예창작학과 겸임교수 이윤택 역으로 카메오 단역
- 양진석 : 문화대학교 체육교육학과 겸임교수 양진석 역으로 카메오 단역
- 임동진 : 1997년 2월 당시 폐역을 1개월 앞둔 경기도 동두천 간이역 역장 임동진 역으로 카메오 단역
- 유동근 : 1997년 2월 당시 폐역을 1개월 앞둔 경기도 성남 간이역 역장 유동근 역으로 카메오 단역
- 정보석 : 1997년 2월 당시 폐역을 1개월 앞둔 경기도 하남 간이역 역장 정보석 역으로 카메오 단역
- 이원용 : 1997년 2월 당시 폐역을 1개월 앞둔 경기도 고양 간이역 역장 이원용 역으로 카메오 단역
- 이원재 : 골목길 지나가는 골동품 상인 역 (262회) / 안문숙의 가게에 총각 행세하며 한탕 챙기려 접근하는 유부남 손님 역 (354회) / MBC PD 사칭하는 사기꾼 2인조 역 (519회)
- 이동준 : 우희진에게 모델 관련 일 제의하는 이동준 역 (126회)
- 안승훈 : 문화대학교 미술학과 겸임교수 안승훈 역
- 홍일권 : 홍일권 역
- 표영호 : 표영호 역
- 강성진 : 최정훈 역
- 감우성 : 이상우 역
- 강수연 : 강수진 역
- 안성기 : 안성기 역
- 변진섭 : 변진섭 역
- 김동률 : 김동률 역
- 임성은 : 임성은 역
- 노사연 : 밤길에 강도들에게 당하던 권해효는 지나가던 유도사범 노사연에게 도움을 받고 유도를 배우기로 결심하게 되고 권해효를 좋아하게 된 노사연이 고백을 하자 선정과 사귄다고 거짓말을 하게 된 유도 사범 노사연 역
- 김태욱 : 어느 날 신동엽의 하숙집을 찾아온 신동엽의 군대 시절 선임 김태욱 역
- 이영하 : 신동엽 군대 시절 선임병인 김태욱의 외숙부 한종우 역으로 목소리 출연
- 김규리 : 홍경인은 택시에서 만난 예쁜 여자 연극배우 김규리 역 (543회)
- 왕유선 : 공정한 심사하라는 경인, 어이없는 단장하는 오디션 보는 규리와 라이벌은 뇌물 봤다는 경인, 초대장이라는 단장하는 왕유선 역 (543회)
- 오창경 : 왕유선의 남자친구 장태수 역 (543회)
- 이종혁 : 이준호 역
- 임지은 : 한지수 역
- 김태현 : 박상훈 역
- 조향기
- 유지연
- 박언정
- 신선희
- 이미녀
- 이종래
- 이종례
- 김석옥 : 자랑하는 걸 좋아하는 김용림의 친구 김석옥 역 (12회)
- 김복희 : 5.18 민주항쟁 중 고인이 된 이경실의 선배 어머니 역 (376회) / 신동엽의 할머니 역 (586회)
- 유명순 : 길거리에 떡 파는 할머니 역 (386회) / 운전면허정지 홍경인이 문 열리는 유명순 역 (509회) / 회사 화장실 청소부 역 (544회)
- 정찬 : 카센터 직원 정찬 역 (125회)
- 김한석 : 카센터 세차장 직원 김한석 역 (125회)
- 진재영 : 홍경인, 송승헌과 동시에 소개를 받은 진재영 역 (70회)
- 이종수 : 송승헌의 친구 곽민 역 (128회) / 의정이에게 반하는 승헌의 친구 이종수 역 (231회) / 의정이를 보며 전쟁을 떠올리는 사진작가 이종수 역 (408회)
- 노형욱 : 하숙집 우유를 훔쳐 마시다 들킨 결손 집안 아들 이준희 역
- 송은혜 : 결손 집안 큰애 이준희 여동생인 결손 집안 딸 이말순 역
- 이성미 : 이경실 : 교수의 언니 이성미 역
- 이경규 : 문화대학교 연극영화학과 교수 이태조 : 역으로 카메오 출연
- 김용만 : 문화대학교 경제학과 4학년 재학생 김용만 역 (85회)
- 최재원 : 문화대학교 경제학과 3학년 학생 정경호 역 (85회)
- 박소현 : 홍경인이 지하철에서 만난 소매치기범 역 (112회) / 발레를 전공하는 대학생 역 (181회)
- 장진영 : 경인이와 어린 시절 같이 자란 깨순이 역 (124회) / 친오빠 대신 선자리에 나온 여동생 역 (146회) / 영화론 수업 청강생 및 탤런트 시험 준비생 장진영 역 (204회) / 송승헌의 고등학교 시절 손수건에 얽힌 무당집 딸인 첫사랑 역 (219회)
- 정준하 : 후배 대학생 정준하 역 (143회) / 락카페 종업원 역 (206회) / 운전학원 강사 역 (210회) / 보험설계사 역 (224회) / 보일러 수리공 역 (275회)
- 서유정 : 디자이너 아들 여자친구 역 (138회) / 이제니의 친구 서유정 역 (154회) / 홍경인의 초등학교 동창 역 (333회)
- 박탐희 : 이유미 역
- 양현태 : 강석호 역
- 원숙희 : 박혜리 역
- 이원종
- 박경림 : 박경림 역
- 김서라
- 김성령 : 한미란 역
- 이춘교 : 윤석훈 역
- 임채무
- 현석
- 이가빈 : 이의정의 친척 이가빈 역 (269회) / 목욕탕 운영자 역 (377회) / 이휘재의 친구의 애인 이가빈 역 (450회)
- 정성화 : 이의정의 대학 선배 역
- 정상훈 : 김민수 역
- 정성환 : 하교길에 우희진의 마음을 사로잡은 오토바이를 타는 터프가이를 만나게 하는 정성환 역
- 김치국 : 중반부부터 하숙집 학생들 친구, 면접 지원자 김치국 역
- 안정훈 : 홍석천의 의상실과 계약하기로 한 서울 염창동 프렌치 커피 숍 사장 안정훈 역 (568회)
- 이관영 : 명문대학교 출신인 이경실의 맞선남 역 (568회)
- 민경조 : 승헌이 아는 미술하는 선배 민경조 역 (236회) / 결혼하는 안문숙의 친구 민경조 역 (252회) / 안문숙의 고향 후배 역 (288회) / 선 보라는 이경실의 친구 민경조 역 (412회)
- 이승형 : 강재욱 역
- 이칸희 : 한미진 역
- 공형진 : 이준호 역
- 김희정 : 이준호의 아내 이영자 역
- 황미선 : 기숙사 사감 정숙희 선생님 역
- 윤도현 : 이제니는 친구와 함께 락카페에 갔다가 락의 매력에 빠지고 집에 돌아오는 버스 안에서 제니는 락 카페에서 공연했던 만나는 윤도현 역
- 최선임 : 문화대학교 미술학과 겸임교수인 스타일리스트 최선임 교수 역으로 카메오 출연
- 이일화 : 승헌이가 재즈 카페에 갔다 만난 조직폭력배 두목의 여자인 이일화 역 (307회) / 카페에 자주 놀러오는 클래식 좋아하는 여인 역 (558회)
- 허영란 : 경인이 희진이 아이디를 빌려 여자인 척 채팅을 하다가 여장까지 해서 실제로 만난 여학생 역 (268회) / 경인이 업어다 준 할머니의 손녀 역 (284회) / 몸이 많이 아프지만 대학 생활에 의지를 보이는 1학년 과대표 허영란 역 (329회) / 경인의 후배 영란은 경인에게 리포트를 도와줘서 고맙다고 라이터를 선물하고 연락하자며 호출 번호를 가르친 허영란 역 (364회)
- 이혜련 : 당구장에서 승헌이에게 반한 이혜련 역 (118회) / 홍경인 일행과 미팅 상대녀 역 (501회) / 신동엽과 같이 놀러가는 대학교 여자 후배 일행 역 (553회)
- 안선희
- 오세헌 : 중후반부부터 막바지까지 주로 동엽의 친구나 대학 선배 오세헌 역
- 김채연 : 이의정이 김철수에게 소개시켜 준 후배 김선경 역 (506회)
- 나경미 : 홍경인의 미술실에서 조각하는 모습을 보고 첫눈에 반한 나경미 역 (443회)
- 명계남 : 이휘재의 아버지 역 (370회)
- 문성근 : 문화대학교 일어일문학과 교수 문성근 역
- 한석규 : 문화대학교 일어일문학과 교수 김종원 역
- 황신혜 : 문화대학교 일어일문학과 교수 박영애 역
- 차태현 : 이의정의 채팅 상대남 문화대학교 일어일문학과 4학년 차태현 역 (419회)
- 김영준 : 문화대학교 일어일문학과 4학년 차태현의 사촌 동생이며 사촌 형 차태현의 일거수 일투족을 훔쳐보며 감시하는 너무도 음흉한 내부 투입자 고등학교 2년생 차규민 역
- 허정민 : 문화대학교 일어일문학과 4학년 차태현의 사촌 동생이자 고교 2년생 차규민 君의 남동생이며 형 차규민과 야합하여 사촌 형 차태현의 일거수 일투족을 훔쳐보며 감시하는 너무도 음흉한 내부 투입자 중학교 2년생 차민호 역
- 최윤영 : 문화대학교 일어일문학과 4학년 차태현의 여자친구 최윤영 역
- 최유란 : 문화대학교 일어일문학과 4학년 차태현의 여자친구인 최윤영의 여동생 최유란 역
- 강호동 : 우희진에게 송승헌과 비교당해 자존심이 상한 신동엽은 근육맨이 되기로 결심하고, 가정 방문 헬스트레이너에게 운동을 배운 강호동 역 (59회)
- 김경식 : 스타들이 시청자의 집을 방문해서 보물을 찾는 TV프로그램에 하숙집이 당첨되고, 하숙집에 온 김경식 역
- 서승만 : 진이는 그날부터 큰소리 치는 사람이 이긴다는 원칙으로 무조건 큰소리를 치고 우기다가 혼쭐이난 서승만 역
- 임백천 : 맥주 콜라 들이키는 보성, 창피한 제니는 술주정 부리는 임백천 역
- 임하룡 : 불경기 속에서 의정은 100만원짜리 고액과외를 하게 되지만 괴외를 받는 학생 복태는 희진이 맘에 들어 과외를 신청했던 카페 중년 신사남 임복태 역 (56회)
- 장용 : 사소한 일들이 계속 진에게만 유리하게 돌아가자 동엽은 진을 멀리하려는 장용 역
- 김정렬 : 회사 경비원 역 (309회) / 연인 프로포즈 운영하는 홍경인의 아는 선배 역 (317회) / 길거리에서 화살맞추기 게임 참여하는 사람 역 (341회) / 휴대폰 판매원 역 (353회)
- 이종환 : 동창회에 같이 간 동엽과 희진, 희진이는 술에 취해 옷을 홀딱벗은 동엽이를 차에 두고 집에 와버린 사연을 읽는 이종환 역 (목소리 출연)
- 최유라 : 다음날 아침 팬티 차림으로 운전하고 집으로 돌아온 동엽이를 본 용림은 희진이 이름으로 라디오에 사연을 보내게 되는 최유라 역 (목소리 출연)
- 최성훈
- 남영진 : 문화대학교 스페인어학과 교수 남영진 역
- 박용하 : 문화대학교 스페인어학과 2학년 박용하 역 / 사진관 주인 박용하 역 (518회)
- 박해일 : 문화대 스페인어학과 2학년 재학생 박용하 군의 사촌 남동생인 문화대학교 영어영문학과 1학년 학생 박해일 역
- 강원호 : 강원호 역
- 한규희 : 동엽이 입사 추천서 내러갔던 문화기획사장 한규희 역 (579회) / 하숙집 옆집에 이사 온 이웃 할아버지 역 (600회)
- 김시영 : 김시영 역
- 정경숙 : 해효는 어머니 등쌀에 못이겨 마지못해 선을 보기로 하는 별 기대 않고 있던 해효는 막상 맞선을 보기로 한 여자가 얼굴도 예쁘고 싹싹하기 까지 해 결국 마음에 든 정경숙 역
- 이원승 : 이원승 역
- 전창걸 : 모범시민 표창과 상품을 받으러 간 동엽은 상품으로 받은 명품시계의 세금 20만원을 공금으로 내고 그 시계가 가짜라는 걸 알게 되는 전창걸 역
- 박일 : 전직 문화대학교 전기공학과 객원교수 박일 역
- 이문수 : 초기 무렵부터 끝자락까지 이런저련 이문수 역
- 이진목 : 경비원, 택시기사, 횟집 주방장 이진목 역
- 임대호 : 문숙을 좋아하는 김밥집 배달부 용만 역 (155회) / 지윤 일행과 미팅하는 유도 전공남 역 (342회) / 길거리에서 야바위하는 남자 임대호 역 (504회) / 백상어파 두목이 된 진이의 꿈속에 부하 2인 임대호 역 (520회) / 철수의 친구 임대호 역 (525회)
- 최항석 : 최항석 역
- 정두홍 : 정두홍 역
- 서범식 : 서범식 역
- 주용만 : 홍경인에게 가수 제의를 요구한 문화기획 사장 주용만 역
- 봉혜선 : 주용만 사장의 부인 봉혜선 역
- 이정욱 : 문화기획 부사장 이정욱 역
- 고태산 : 문화기획 이사장 고태산 역
- 이선희 : 홍경인에게 홍 박사 화이팅 카피를 제의한 이선희 역
- 이문세 : 홍경인에게 홍 박사 화이팅 카피를 제의한 이문세 역
- 이상우 : 홍경인에게 홍 박사 화이팅 카피를 제의한 이상우 역
- 김완선 : 안문숙의 카페 아르바이트생 역 (147회) / 홍경인의 청혼을 받은 여자 역 (450회)
- 주영훈 : 홍경인이가 주점에서 노래하는 걸 보고 픽업하는 기획자로 이선희 사장의 후배 주영훈 이사장 역 (616회)
- 김혜연 : 홍경인에게 홍 박사 화이팅 카피를 제의한 김혜연 역
- 나한일 : 홍경인 고향 친구 홍석천의 외숙부 나한일 문화복지산업재단 이사장 역
- 심혜진 : 나한일 : 문화복지산업재단 이사장의 부인이며 홍석천의 외숙모 심혜진 여사 역
- 박세준 : 박세준 문화복지산업재단 수석부이사장 역
- 윤철형 : 윤철형 문화복지산업재단 차석부이사장 역
- 채민희 : 초등학교 때부터 고등학교 때까지 미국 유학하다가 대한민국에 귀국하여 홍경인과 미팅하여 끝내 교제 실패한 채민희 역
- 김정현 : 최진수 역 / 홍일점 역
- 김정은 : 송승헌의 애인이라고 학교에 찾아온 낯선 여자 김정은 역 (236회) / 승순이가 가수가 될 기회를 얻고자 찾아간 기획사 다니는 송승헌과 송승순의 소개팅녀 김정은 선배 역 (284회)
- 이숙 : 김자옥의 고등학교 친구 역 (6회) / 하숙집 학생들 중 아이 과외 부탁하려는 용림의 이웃 역 (283회) / 김용림 지인인 과외 희망 학생 어머니 역 (287회) / 식당 운영하는 아주머니 역 (380회)
- 김지영 : 홍경인이 만난 큰 꼬리곰탕 식당 주인 역 (288회)
- 정웅인 : 문화로펌 대표 변호사 정웅인 역 / 진이의 꿈속에 등장하는 춘식파 두목 역 (520회)
- 유태웅 : 문화로펌 수석부대표 변호사 유태웅 역 / 박찬호와 의형제 사이라고 허풍 떨며 야구선수인 척 하는 박창호 역 (197회)
- 신현준 : 문화로펌 예속 변호사 정웅인과 유태웅의 대학 후배 신현준 역
- 정준호 : 문화로펌 예속 변호사 정웅인과 유태웅의 대학 후배이며 신현준의 고교 후배이자 대학 후배 정준호 역
- 김래원 : 문화로펌 수석부대표 변호사 유태웅의 사촌 남동생인 고등학교 2년생 유태주 역 / 유학 갔다온 홍경인의 친구 김래원 역 (435회)
- 김봉곤 : 정웅인과 유태웅에게 변호 의뢰한 서울 강서 양천향교 유생 김봉곤 역
- 송경철 : 정웅인 변호사의 막내 삼촌 정경철 역
- 홍학표 : 유태웅 변호사의 사촌 자형(四寸 姉兄)이며 유태주 군의 친자형(親姉兄) 홍학표 역
- 고호경 : 홍경인의 친구인 김래원의 소개로 만난 고호경 역 (435회) / 수영장에서 부딪힌 진이에게 반한 여자이자 이의정의 고등학교 후배 고호경 역 (505회)
- 이재포 : 송승헌, 이의정 아르바이트 회사 상사 역 (338회) / 김진 사은품 노리는 도둑 역 (460회)
- 정은표 : 백화점내 2인조 소매치기범 역 (452회) / 김진 사은품 노리는 도둑 역 (460회)
- 유서진 : 이제니의 친구 이슬 역 (236회) / 안문숙과 이경실이 붕어빵을 먹는 사이길가에 세워둔 차가 견인당하고 홍경인은 몰래 후배 유서진과 드라이브를 하고 서진을 만난 송승헌은 홍경인에게 만난 이슬 역 (332회)
- 이연경 : 문화백화점 경리실장 이연경 역
- 김예령 : 문화백화점 경리실 수석차장 김예령 역
- 황혜영 : 문화백화점 경리실 제1차석차장 황혜영 역
- 신소민 : 문화백화점 경리실 제2차석차장 신소민 역
- 정요숙 : 문화백화점 경리실 제3차석차장 정요숙 역
- 신소미 : 문화백화점 경리실 제4차석차장 신소미 역
- 길수현 : 1999년 3월 당시 문화대학교 무용학과 2학년 학생 길수현 역
- 김지연 : 1999년 3월 당시 문화대학교 무용학과 2학년 학생 김지연 역
- 함소원 : 1999년 3월 당시 문화대학교 체육교육학과 2학년 학생 함소원 역
- 강민규 : 엄마 여읜 하숙집 옆집에 엄마 없이 아빠랑 단둘이 동네 갑부집 아들사는 강민규 역으로 아역 출연 (69회) / 이의정이 지어낸 무서운 이야기 속 구구단 과외 해주었던 아이 강민규 역 (397회) / 권해효와 같은 병실 쓰는 아이 혁준 역 (573회)
- 김정은 : 강민규의 큰 누나 강정은 역
- 강소정 : 강민규의 작은 둘째누나 강소정 역
- 강기화 : 강민규의 작은 셋째누나 강기화 역
- 오승윤 : 동네 놀이터 아역으로 출연 (403회)
- 김지선 : 동네 놀이터 아역으로 출연 (403회)
- 김선아 : 경인이와 고장난 엘리베이터에서 만난 여자 김선아 역 (302회) / 경인이가 연인 프로포즈 사무실에 알바한 만난 여자 김선아 역 (317회) / 이휘재가 부산에서 전문대학 다니던 시절 첫사랑 학보사 기자 (447회) / 영어학원 강사 김선아 역 (455회)
- 김정민 : 영화감독을 꿈꿀 때 선아는 묵묵히 응원해주는 선아가 위기 맞을 때 김선아의 남자친구 영화감독 정민 역
- 이세창 : 죽은 여자친구와 닮은 이제니에게 그림 모델 제의하는 화실하는 남자 이세창 역 (308회) / 이의정에게 관심있어 파리 유학을 제안하는 의상 사업가 역 (459회) / 사회학 조교 역 (571회)
- 정선희 : 권해효 데이트 역 (485회)
- 김원준 : 이의정이 코디를 맡은 가수 김원준 역 (496회)
- 홍진경 : 홍경인이 과외하는 고등학교 3학년 홍진경 역 (498회)
- 김환성 : 이제니에게 관심있어 여장을 하는 장환성(장환희) 역 (524회)
- 김현정 : 이휘재의 초등학교 후배 김현정 역 (441회)
- 윤순홍 : 문화대학교 천문학과 교수 윤순홍 역으로 카메오 출연
- 정명환 : 문화대학교 천체물리학과 교수 정명환 역으로 카메오 출연
- 조형기 : 문화대학교 법학과 교수 조형기 역으로 카메오 출연 / 문숙이가 운영하는 카페 건물주 역 (295회) / 버스에 탑승한 중년 아저씨 역 (574회)
- 박찬환 : 문화대학교 법학과 교수 박찬환 역으로 카메오 출연
- 변정수 : 김진의 여자친구 역
- 윤주상 : 전원주의 연하 남편이며 김진의 아버지인 김주상 역으로 비고정 출연
- 전원주 : 김진 : 母 전원주 역으로 비고정 출연
- 김을동 : 김진 : 고모이며 김주상(윤주상 분)의 누나 김을동 역으로 카메오 출연
- 장항선 : 김진 : 고모부이며 김을동의 연하 남편 장항선 역으로 카메오 출연
- 박상민 : 김진의 고종사촌 형이며 장항선·김을동 부부 아들 장용대 역으로 카메오 출연
- 노영국 : 김진 : 이모부이자 안재환 아버지 안영국 역으로 카메오 출연
- 김수미 : 김진 : 이모이자 안재환 어머니이며 안영국 연상녀 아내 전순흘 역으로 카메오 출연
- 안재환 : 김진의 이종사촌 동생 안재환 역으로 카메오 출연
- 김찬우 : 이의정과 아메리칸 피자 레스토랑에서 우연히 맞닥뜨린 문화대학교 법학과 3학년 학생 김찬우 역으로 카메오 출연
- 이훈 : 문화대 법학과 3학년 학생 김찬우의 고교 동창이며 문화대학교 행정학과 3학년 학생 이훈 역으로 카메오 출연
- 이종원 : 문화대학교 법학과 2학년 학생 이종원 역으로 카메오 출연
- 김수근 : 문화대학교 법학과 3학년 학생 김찬우의 조카이며 막내 삼촌 김찬우의 여름 방학 식당 외식 데이트를 훔쳐보는 능수능란한 "삼촌 사생활 관람쟁이" 고교 2년생 김수근 역
- 김기두 : 문화대학교 법학과 3학년 학생 김찬우의 조카이자 김수근의 사촌 동생이며 삼촌 김찬우의 여름 방학 유희 행습을 훔쳐보는 "공공의 스파이"이자 발칙한 중학교 1년생 김기두 역
- 박재훈 : 문화대학교 신문방송학과 2학년 학생 이방원 역, 문화대학교 사회체육학과 3학년 학생 박창호 역으로 각각 카메오 출연
- 정소영 : 문화대학교 철학과 1학년 학생 이방연 역, 문화대학교 법학과 2학년 학생 정소영 역으로 각각 카메오 출연
- 하동훈 : 문화대학교 법학과 2학년 정소영의 배다른 생질 조카인 인천예술고등학교 2학년 하길종 역으로 카메오 단역
- 정태우 : 문화대학교 재학생 형제 이방원(박재훈 : 분)·이방연(정소영 : 분) 형제의 친조카이며 이복근(윤동원 : 분)의 형 이복근 역으로 카메오 단역
- 윤동원 : 문화대학교 재학생 형제 이방원(박재훈 : 분)·이방연(정소영 : 분) 형제의 친조카 이덕근 역으로 카메오 단역
- 최정 : 문화대학교 재학생 형제 이방원(박재훈 : 분)·이방연(정소영 : 분) 형제의 친조카이며 이복근(정태우 : 분)·이덕근(윤동원 : 분) 형제의 사촌 남동생인 이석근 역으로 카메오 단역
- 황광현 : 문화대학교 철학과 1학년 학생 왕석기 역, 문화대학교 법학과 1학년 학생 황광현 역으로 각각 카메오 출연
- 이재황 : 문화대학교 행정학과 1학년 학생 왕우 : 역으로 카메오 출연 / 진이의 대학 친구 영철 역 (615회)
- 김철기 : 문화대학교 법학과 1학년 학생 김법민 : 역으로 카메오 출연
- 성낙만 : 문화대학교 중국어학과 3학년 학생 이세민 : 역으로 카메오 출연
- 양동재 : 문화대학교 중국어학과 3학년 학생 안경서 역으로 카메오 출연
- 오만석 : 문화대학교 중국어학과 3학년 학생 채경 : 역으로 카메오 출연
- 최상진 : 문화대학교 중국어학과 2학년 학생 조광윤 : 역으로 카메오 출연
- 김승수 : 문화대학교 중국어학과 2학년 학생 양용 : 역으로 카메오 출연 / 창정이가 대리운전 하다 사귄 대기업 친구의 친구 역 (263회) / 홍경인의 학교 친구 김승수 역 (329회) / 취재 기자 역 (349회)
- 이애정 : 문화대학교 중국어학과 2학년 학생 양용의 조카딸 양옥환 : 역으로 카메오 출연
- 기태영 : 문화대학교 중국어학과 2학년 학생 주윤문 : 역으로 카메오 출연
- 이영호 : 문화대학교 중국어학과 2학년 학생 이자성 : 역으로 카메오 출연
- 이나리 : 문화대학교 중국어학과 2학년 학생 이자성의 조카딸이며 이여정의 사촌 언니 이덕현 역으로 카메오 출연
- 전성초 : 문화대학교 중국어학과 2학년 학생 이자성의 조카딸 이여정 역으로 카메오 출연
- 이정용 : 볼링연습소의 볼링 코치팀장 이정용 역으로 단역
- 유지태 : 쁘와송 홍석천이 관람한 서울 중소규모 모델 센터 톱 모델 유지태 역으로 단역
- 심형탁 : 쁘와송 홍석천이 관람한 서울 중소규모 모델 센터 톱 모델 심형탁 역으로 단역
- 송일국 : 1999년 2월 문화대학교 사회체육학과 졸업생 대표인 28세의 최현준(문화대 사회체육학과 91학번) 역으로 카메오 단역
- 고종수 : 우희진에게 호감을 느낀 국가대표 축구선수이자 김철수의 친구인 문화대학교 사회체육학과 세미나에 참석한 축구 선수 고종수 역 (514회)
- 박세리 : 문화대학교 사회체육학과 세미나에 참석한 골프 선수 박세리 역
- 박찬호 : 문화대학교 사회체육학과 세미나에 참석한 야구 선수 박찬호 역
- 조성민 : 문화대학교 사회체육학과 세미나에 참석한 야구 선수 조성민 역
- 허재 : 문화대학교 사회체육학과 세미나에 참석한 농구 선수 허재 역
- 최민용 : 이제니가 미국 필라델피아 유학 시절 졸업한 고등학교 한국인 재경 동문회 파티 모임을 마치고 귀가 중 우연히 맞닥뜨리며 황당한 해프닝을 빚은 "양갈래머리를 땋고 온 여성 성중독자" 최민용 역으로 카메오 출연
- 강세정 : 이제니의 미국 필라델피아 유학 시절 고등학교 한국인 후배 강이지 역으로 카메오 단역
- 이동건 : "양갈래머리를 땋고 온 여성 성중독자" 최민용이 동성애 소동을 빚자 최민용에게 얼떨결 니킥을 발사하더니 최민용의 왼쪽 팔을 꺾으며 동성애 소동 사태를 일축한 대입 재수 보류 및 군 입대 예정자 이동건 역으로 카메오 출연
- 이상아 : 경인이가 은행에 출금하러 갔다 반한 은행 직원 이상아 역 (157회)
- 임상아 : 하숙집 옆집에 이사 온 이웃 여자 배우 지망생 역 (63회) / 홍경인은 임상아를 만나 한눈에 반하지만 상아가 친한 선배 김진수의 여자친구 임상아 역 (230회)
- 유진 박 : "서울의 휴일" 편 - 미국 유학파 유진 박 역으로 단역 출연
- 김유정 : 7세 어린 시절 이제니 역(아역 단역)
- 이진주 : 사이판 관광 가이드 역 (187회) / 금보라의 딸 역 (218회) / 후배 대학생 역 (222회)

### 특별출연
- 임현식 : 김용림과 데이트하는 상배남 김현식 역
- 고두옥 : 우희진 작업남 역 (264회) / 중국집 배달부 고두옥 역 (348회)
- 김현주 : 꽃집의 아가씨 김현주 역 / 경인이가 도서관에서 반한 김현주 역 (117회) / 이경실의 조카 역 (133회) / 내 사랑 에일리언 외계인 역 (205회) / 경인이와 채팅을 통해 만나게된 상대 여성 역 (212회)
- 고은미 : 고두옥의 동생 고은미 역 / 고호경의 친구 고은미 역 (504회) / 홍경인과 트로트 메들리 가수 지망생 고은미 역 (508회) / 이의정이 질투심 유발하기 위해 철수가 여자친구 행세 부탁한 후배 고은미 역 (528회) / 홍경인의 동창생의 후배인 고은미 역 (542회)
- 이요원 : 김철수의 동생 김영희 역 (462회)
- 김민정 : 송승헌의 어머니 김민정 역
- 최란 : 김철수(소지섭 분)와 김영희(이요원 분)의 어머니 최란 역
- 강래연 : 강성민의 동생 강래연 역
- 김성녀 : 강성민과 강래연의 어머니 김성녀 역

#### 그 이외 특별출연
- 이희도 : 김현식(임현식 분)의 친가 배다른 맏조카 김준영 역으로 카메오 단역
- 최호중 : 김현식(임현식 분)의 조카손자(김준영 아들) 김경암 역으로 카메오 단역
- 이원재 : 김현식(임현식 분)의 조카 김기태(김준영 친남동생) 역으로 카메오 단역
- 김주승 : 김현식(임현식 분)의 조카이자 김준영·김기태의 사촌동생 김창호 역으로 카메오 단역
- 추상미 : 김현식(임현식 분)의 조카딸 김창미(김창호 친누이동생) 역으로 카메오 단역
- 이혜은 : 김현식(임현식 분)의 조카딸 김창은(김창호 친누이동생) 역으로 카메오 단역

#### 목소리 출연
문화대학교 관련
- 김창완 : 1997년 2월 문화대학교 졸업 축하 라디오 방송에 축사를 전하며 3년간의 문화대 직물과학과 선임강사직을 떠나는 문화대학교 직물과학과 선임강사 김창완 역 (목소리 출연)
- 이봉걸 : 1997년 2월 문화대학교 졸업 축하 라디오 방송에 축사를 전하며 2년간의 문화대 체육교육학과 특임강사직을 떠나는 문화대학교 체육교육학과 특임강사 이봉걸 역 (목소리 출연)
- 이만기 : 1997년 2월 문화대학교 졸업 축하 라디오 방송에 축사를 전하며 2년간의 문화대 체육교육학과 전임강사직을 떠나는 문화대학교 체육교육학과 전임강사 이만기 역 (목소리 출연)
- 한인수 : 건축미술학과 한인수 교수[14] 역 (목소리 출연)
- 한진희 : 동양역사철학과 한진희 교수[14] 역 (목소리 출연)
- 강석우 : 산업미술학과 강석우 교수[14] 역 (목소리 출연)
- 송영창 : 공업디자인학과 송영창 교수[14] 역 (목소리 출연)
- 김병세 : 산업공학과 졸업생 김병세[15] 역 (목소리 출연)
- 최수종 : 영어영문학과 졸업생 최수종[15] 역 (목소리 출연)
- 김승환 : 건축디자인학과 졸업생 김승환[15] 역 (목소리 출연)
- 최재성 : 민속예술학과 졸업생 최재성[15] 역 (목소리 출연)
- 윤다훈 : 법학과 졸업생 윤다훈[15] 역 (목소리 출연)
- 조재현 : 미술학과 졸업생 조재현[15] 역 (목소리 출연)
- 박중훈 : 공업디자인학과 졸업생 박중훈[15] 역 (목소리 출연)
- 한석규 : 공업디자인학과 졸업생 한석규[15] 역 (목소리 출연)
- 전현 : 공업디자인학과 졸업생 전현[15] 역 (목소리 출연)
- 이승연 : 항공스튜어디스학과 졸업생 이승연[15] 역 (목소리 출연)
- 이광기 : 무역학과 졸업생 이광기[15] 역 (목소리 출연)
- 이지형 : 산업디자인학과 졸업생 이지형[15] 역 (목소리 출연)
- 임호 : 미술디자인학과 졸업생 임호[15] 역 (목소리 출연)
- 명로진 : 불어불문학과 졸업생 명로진[15] 역 (목소리 출연)
- 이병헌 : 불어불문학과 졸업생 이병헌[15] 역 (목소리 출연)
- 김혜수 : 산업디자인학과 졸업생 김혜수[15] 역 (목소리 출연)
- 신은경 : 산업디자인학과 졸업생 신은경[15] 역 (목소리 출연)
- 장동건 : 행정학과 졸업생 장동건[15] 역 (목소리 출연)
- 최민수 : 원자핵공학과 졸업생 최민수[15] 역 (목소리 출연)
- 이정재 : 철학과 졸업생 이정재[15] 역 (목소리 출연)
- 최민식 : 원자물리학과 졸업생 최민식[15] 역 (목소리 출연)
- 박신양 : 미술디자인학과 졸업생 박신양[15] 역 (목소리 출연)
- 류시원 : 일본어어학과 졸업생 류시원[15] 역 (목소리 출연)
- 배용준 : 러시아어학과 졸업생 배용준[15] 역 (목소리 출연)
- 전재룡 : 중국어학과 졸업생 전재룡[15] 역 (목소리 출연)
- 유혜정 : 패션디자인학과 졸업생 유혜정[15] 역 (목소리 출연)
- 김기태 : 1997년 2월 문화대학교 졸업 축하 라디오 방송에 축사를 전한 문화대학교 사회체육학과 졸업생 김기태 역으로 목소리 출연
- 이근엽 : 1997년 2월 문화대학교 졸업 축하 라디오 방송에 축사를 전한 문화대학교 사회체육학과 졸업생 이근엽 역으로 목소리 출연
- 김윤아 : 1998년 2월 문화대학교 졸업 축하 라디오 방송에 축사를 전한 문화대학교 심리철학과 졸업자 김윤아 역으로 목소리 출연

김용림 여사의 회상
- 김상순 : 김용림이 회상을 하는 씬에서 김용림의 남편 김상순 역으로 목소리 출연

김용림 여사가 청취하는 라디오 사극 드라마(조선 시대 사극) 에피소드
- 이동신 : 명나라와 청나라와 일본국 3국 토벌을 포부로써 신념하는 조선국 군주(성우 배역) 역
- 이도련 : 조선국 대전 제1내관(성우 배역) 역
- 권오현 : 조선국 대전 제2내관(성우 배역) 역
- 정재순 : 조선국 대전 상궁(성우 배역) 역
- 김진아 : 조선국 왕후(성우 배역) 역
- 허윤정 : 조선국 중궁전 상궁(성우 배역) 역
- 최윤영 : 조선국 군주 제1후궁(성우 배역) 역
- 재키 림 : 조선국 군주 제2후궁(성우 배역) 역
- 백현숙 : 조선국 군주 제1후궁전 상궁(성우 배역) 역
- 최성국 : 조선국 제1적자 왕세자(성우 배역) 역
- 이주나 : 조선국 왕태자비(성우 배역) 역
- 이아현 : 조선국 왕태자 승은후궁(성우 배역) 역
- 홍리나 : 조선국 동궁전 상궁(성우 배역) 역
- 이서진 : 조선국 군주 제2적자 대군(성우 배역) 역
- 신윤정 : 조선국 군주 제2적자 대군부인(성우 배역) 역
- 한고은 : 조선국 대군 측실(성우 배역) 역
- 윤태영 : 조선국 군주 제1서자 군(성우 배역) 역
- 나경미 : 조선국 군주 제1서자 군부인(성우 배역) 역
- 조연우 : 조선국 군주 제2서자 군(성우 배역) 역
- 이시은 : 조선국 군주 제2서자 군부인(성우 배역) 역
- 전인택 : 조선국 영의정(성우 배역) 역
- 이미자 : 조선국 영의정 정경부인(성우 배역) 역
- 서인석 : 조선국 좌의정(성우 배역) 역
- 민욱 : 조선국 우의정(성우 배역) 역
- 설경구 : 조선국 군주와 조선국 영의정에게 일갈 통박(꾸지람)을 받는 청나라 사신(성우 배역) 역
- 김찬우 : 조선국 군주와 조선국 영의정에게 일갈 통박(꾸지람)을 받는 일본국 사신(성우 배역) 역
- 염경준 : 조선국 군주와 조선국 영의정에게 일갈 통박(꾸지람)을 받는 명나라 사신(성우 배역) 역
- 윤용현 : 조선국 병조판서(성우 배역) 역
- 이근희 : 조선국 공조판서(성우 배역) 역
- 권용운 : 조선국 호조판서(성우 배역) 역
- 김형일 : 조선국 이조판서(성우 배역) 역
- 정종준 : 조선국 예조판서(성우 배역) 역
- 김규철 : 조선국 형조판서(성우 배역) 역
- 김시원 : 명나라 군주(성우 배역) 역
- 이용녀 : 명나라 황후(성우 배역) 역
- 백인철 : 명나라 황궁전 환관(성우 배역) 역
- 이승규 : 명나라 승상 겸 총리대신(성우 배역) 역
- 박영지 : 청나라 군주(성우 배역) 역
- 김보미 : 청나라 황후(성우 배역) 역
- 변정수 : 청나라 후궁(성우 배역) 역
- 국정환 : 청나라 황궁전 환관(성우 배역) 역
- 김성환 : 청나라 승상 겸 총리대신 역
- 김각중 : 일본국 군주(성우 배역) 역
- 이종남 : 일본국 왕비(성우 배역) 역
- 김영석 : 일본국 총리대신(성우 배역) 역
- 김학철 : 일본국 바쿠후 쇼군(성우 배역) 역

김용림 여사가 청취하는 라디오 사극 드라마(고려 시대 사극) 에피소드
- 김세윤 : 송나라와 요나라와 일본국 3국 토벌을 포부로써 신념하는 고려국 군주(성우 배역) 역
- 이미자 : 고려국 제1왕후(성우 배역) 역
- 봉혜선 : 고려국 제2왕후(성우 배역) 역
- 양소민 : 고려국 후궁(성우 배역) 역
- 김용식 : 고려국 군왕궁 내관 역
- 이용식 : 고려국 태자궁 내관 역
- 유지인 : 고려국 제1왕후전 상궁 역
- 김동주 : 고려국 제2왕후전 상궁 역
- 김무생 : 고려국 문하시중(성우 배역) 역
- 강부자 : 고려국 문하시중 영부인(성우 배역) 역
- 한춘일 : 고려국 왕태자 역(성우 배역) 역
- 장순천 : 고려국 왕태자비 역(성우 배역) 역
- 이일웅 : 고려국 송도 별감 역(성우 배역) 역
- 현숙희 : 고려국 송도 별감 영부인(성우 배역) 역
- 정영금 : 고려국 송도 별감 측실(성우 배역) 역
- 이신재 : 고려국 서해도 해주 별감(성우 배역) 역
- 윤미라 : 고려국 서해도 해주 별감 영부인(성우 배역) 역
- 장용 : 고려국 수문하시중 직책에 있는 왕태자 빙부(성우 배역) 역
- 박성미 : 고려국 수문하시중 영부인이자 왕태자 장모(성우 배역) 역
- 최영재 : 고려국 평장사 직책에 있는 왕태자 빙부 아들(성우 배역) 역
- 전국근 : 고려국 판도좌랑(성우 배역) 역
- 전무송 : 고려국 추밀원사(성우 배역) 역
- 김흥기 : 고려국 문하찬성사(성우 배역) 역
- 김진태 : 고려국 우문관 대제학(성우 배역) 역
- 김병기 : 고려국 병부상서(성우 배역) 역
- 임병기 : 고려국 상서복야(성우 배역) 역
- 한태일 : 고려국 송도 도원수(성우 배역) 역
- 정한헌 : 고려국 중랑장(성우 배역) 역
- 송호섭 : 고려국 참지정사(성우 배역) 역
- 주호성 : 고려국 정순대부(성우 배역) 역
- 한영숙 : 고려국 정순대부 영부인(성우 배역) 역
- 홍요섭 : 고려국 서해도 병마사(성우 배역) 역
- 권기선 : 고려국 서해도 병마사 영부인(성우 배역) 역
- 이창훈 : 고려국 사헌부 감찰어사(성우 배역) 역
- 이한위 : 고려국 서해도 사심관(성우 배역) 역
- 오현섭 : 고려국 군주와 고려국 문하시중에게 일갈 통박(꾸지람)을 받는 송나라 사신 역
- 이병준 : 고려국 군주와 고려국 문하시중에게 일갈 통박(꾸지람)을 받는 일본국 사신 역
- 최석구 : 고려국 군주와 고려국 문하시중에게 일갈 통박(꾸지람)을 받는 요나라 사신 역
- 나갑성 : 송나라 군주(성우 배역) 역
- 김청 : 송나라 황후(성우 배역) 역
- 차주옥 : 송나라 후궁(성우 배역) 역
- 김병춘 : 송나라 승상 겸 총리대신(성우 배역) 역
- 이정호 : 송나라 황태자(성우 배역) 역
- 지진희 : 송나라 황태자의 장인(성우 배역) 역
- 이건주 : 송나라 군주 제2황자(성우 배역) 역
- 이치우 : 요나라 군주(성우 배역) 역
- 신복숙 : 요나라 황후(성우 배역) 역
- 윤영주 : 요나라 후궁(성우 배역) 역
- 정대홍 : 요나라 승상 겸 총리대신(성우 배역) 역
- 강신일 : 일본국 군주(성우 배역) 역
- 정선일 : 일본국 총리대신(성우 배역) 역
- 최일화 : 일본국 바쿠후 쇼군(성우 배역) 역

김용림 여사가 청취하는 라디오 사극 드라마(고구려 시대 사극) 에피소드
- 임혁주 : 고구려국 군주(성우 배역) 역
- 안해숙 : 고구려국 왕후(성우 배역) 역
- 이휘향 : 고구려국 제1후궁(성우 배역) 역
- 최명길 : 고구려국 제2후궁(성우 배역) 역
- 윤여정 : 고구려국 왕태후(성우 배역) 역
- 정혜선 : 고구려국 태왕태후(성우 배역) 역
- 한영수 : 고구려국 왕태자(성우 배역) 역
- 고용화 : 고구려국 왕태자비(성우 배역) 역
- 노주현 : 고구려국 왕태자의 장인(성우 배역) 역
- 정종준 : 고구려국 왕태자의 처숙부(성우 배역) 역
- 최불암 : 前 고구려국 태대막리지 직책을 지낸 고구려국 원로대신(성우 배역) 역
- 유인촌 : 前 고구려국 대막리지 직책을 지낸 고구려국 원로대신(성우 배역) 역
- 이순재 : 前 고구려국 국상 직책을 지낸 고구려국 원로대신이자 고구려국 군주 빙부(성우 배역) 역
- 이덕화 : 고구려국 부여가(성우 배역) 역
- 송기윤 : 前 고구려국 태대형 직책을 지낸 고구려국 원로대신이자 고구려국 군주 처남(성우 배역) 역
- 이원종 : 前 고구려국 막리지 직책을 지낸 고구려국 원로대신이자 고구려국 군주 고모부(성우 배역) 역
- 김을동 : 前 고구려국 막리지 영부인이자 고구려국 군주 고모(성우 배역) 역
- 정기성 : 前 고구려국 막리지 아들이자 고구려국 군주 고종사촌(성우 배역) 역
- 이영호 : 前 고구려국 막리지 손자이자 고구려국 군주 고종사촌의 아들(성우 배역) 역
- 주효만 : 고구려국 국상(성우 배역) 역
- 박예숙 : 고구려국 국상 영부인(성우 배역) 역
- 송용태 : 고구려국 태대막리지(성우 배역) 역
- 윤동환 : 고구려국 대막리지(성우 배역) 역
- 이형철 : 고구려국 막리지(성우 배역) 역
- 전광렬 : 고구려국 태대형(성우 배역) 역
- 김봉근 : 고구려국 고추가 직책이 있는 고구려국 원로대신이자 고구려국 군주의 숙부(성우 배역) 역
- 김하림 : 前 고구려국 고추가 직책을 지낸 고구려국 군주의 첫째 작은할아버지(성우 배역) 역
- 여운계 : 前 고구려국 고추가 영부인이었던 고구려국 군주의 첫째 작은할머니(성우 배역) 역
- 이영후 : 前 고구려국 고추가 직책을 지낸 고구려국 군주의 둘째 작은할아버지(성우 배역) 역
- 손숙 : 前 고구려국 고추가 영부인인 고구려국 군주의 둘째 작은할머니(성우 배역) 역
- 박병훈 : 고구려국 태왕궁전 제1내관(성우 배역) 역
- 유형관 : 고구려국 태왕궁전 제2내관(성우 배역) 역
- 김주황 : 고구려국 태왕궁전 제3내관(성우 배역) 역
- 선우용녀 : 고구려국 태왕궁전 제1상궁(성우 배역) 역
- 고두심 : 고구려국 태왕궁전 제2상궁(성우 배역) 역
- 김영애 : 고구려국 태왕궁전 제3상궁(성우 배역) 역
- 윤예희 : 고구려국 태왕궁전 제4상궁(성우 배역) 역
- 조여정 : 고구려국 태왕궁전 제5상궁(성우 배역) 역
- 노현희 : 고구려국 태왕궁전 제6상궁(성우 배역) 역
- 나현희 : 고구려국 태왕궁전 제7상궁(성우 배역) 역
- 남나경 : 고구려국 태왕궁전 제8상궁(성우 배역) 역
- 장성원 : 고구려국 대가(성우 배역) 역
- 김광필 : 고구려국 대대로(성우 배역) 역
- 김정현 : 고구려국 대모달(성우 배역) 역
- 정수형 : 고구려국 상가(성우 배역) 역
- 조민수 : 고구려국 상가 영부인(성우 배역) 역
- 허기호 : 고구려국 상가의 장인(성우 배역) 역
- 박원숙 : 고구려국 상가의 장모(성우 배역) 역
- 정성모 : 고구려국 일관 역(성우 배역) 역
- 이선진 : 고구려국 일관 영부인(성우 배역) 역
- 조재훈 : 고구려국 일관의 장인(성우 배역) 역
- 정영숙 : 고구려국 일관의 장모(성우 배역) 역
- 손창민 : 고구려국 좌보(성우 배역) 역
- 이상숙 : 고구려국 좌보 영부인(성우 배역) 역
- 유모세 : 고구려국 좌보의 아들(성우 배역) 역
- 안정림 : 고구려국 좌보의 며느리(성우 배역) 역
- 송도순 : 고구려국 좌보의 장모(성우 배역) 역
- 최선균 : 고구려국 태대사자(성우 배역) 역
- 황덕재 : 고구려국 대사자(성우 배역) 역
- 최용민 : 고구려국 대사자의 장인(성우 배역) 역
- 류현철 : 고구려국 대사자의 사위(성우 배역) 역
- 박진성 : 고구려국 소사자(성우 배역) 역
- 김일웅 : 고구려국 군주와 태대막리지에게 일갈 통박(꾸지람)을 받는 북위국 사신(성우 배역) 역
- 김상엽 : 고구려국 군주와 태대막리지에게 일갈 통박(꾸지람)을 받는 동위국 사신(성우 배역) 역
- 배도환 : 고구려국 군주와 태대막리지에게 일갈 통박(꾸지람)을 받는 서위국 사신(성우 배역) 역
- 김상경 : 고구려국 군주와 태대막리지에게 일갈 통박(꾸지람)을 받는 북주국 사신(성우 배역) 역
- 임정하 : 고구려국 군주와 태대막리지에게 일갈 통박(꾸지람)을 받는 북제국 사신(성우 배역) 역
- 황범식 : 고구려국 군주에게 일갈 통박(꾸지람)을 받는 송나라 사신(성우 배역) 역
- 최상훈 : 고구려국 군주에게 일갈 통박(꾸지람)을 받는 양나라 사신(성우 배역) 역
- 원석연 : 고구려국 군주에게 일갈 통박(꾸지람)을 받는 진나라 사신(성우 배역) 역
- 박상조 : 북위국 군주(성우 배역) 역
- 오미연 : 북위국 황후(성우 배역) 역
- 최은주 : 북위국 후궁(성우 배역) 역
- 이세창 : 북위국 황태자(성우 배역) 역
- 정요숙 : 북위국 황태자비(성우 배역) 역
- 나재균 : 북위국 황궁전 환관(성우 배역) 역
- 강태기 : 북위국 황태자의 장인(성우 배역) 역
- 박은수 : 북위국 승상 겸 총리대신(성우 배역) 역
- 이영범 : 동위국 군주(성우 배역) 역
- 윤유선 : 동위국 황후(성우 배역) 역
- 정정아 : 동위국 후궁(성우 배역) 역
- 조훈성 : 동위국 황궁전 환관(성우 배역) 역
- 서권순 : 동위국 황궁전 상궁(성우 배역) 역
- 고지아 : 동위국 황후전 상궁(성우 배역) 역
- 정명환 : 동위국 승상 겸 총리대신(성우 배역) 역
- 류덕환 : 동위국 황태자(성우 배역) 역
- 조희봉 : 동위국 황태자궁전 환관(성우 배역) 역
- 송은이 : 동위국 후궁전 상궁(성우 배역) 역
- 전유성 : 서위국 군주(성우 배역) 역
- 안문현 : 서위국 황후(성우 배역) 역
- 김동석 : 서위국 황태자(성우 배역) 역
- 김유리 : 서위국 황태자비(성우 배역) 역
- 임성훈 : 서위국 황궁전 환관(성우 배역) 역
- 박정숙 : 서위국 황후전 상궁(성우 배역) 역
- 이택림 : 서위국 황태자궁전 환관(성우 배역) 역
- 김하균 : 북제국 군주(성우 배역) 역
- 김혜리 : 북제국 황후(성우 배역) 역
- 명세빈 : 북제국 후궁(성우 배역) 역
- 이대준 : 북제국 황궁전 환관(성우 배역) 역
- 주부진 : 북제국 황후전 상궁(성우 배역) 역
- 차승원 : 북제국 황태자(성우 배역) 역
- 김원희 : 북제국 황태자비(성우 배역) 역
- 장보규 : 북제국 황태자의 장인(성우 배역) 역
- 한혜숙 : 북제국 황태자의 장모(성우 배역) 역
- 최성준 : 북제국 황태자의 손윗처남(성우 배역)
- 명계남 : 북제국 승상 겸 총리대신(성우 배역) 역
- 강문영 : 북제국 승상 겸 총리대신 영부인(성우 배역) 역
- 김홍석 : 북제국 황태자궁전 환관(성우 배역) 역
- 백윤식 : 송나라 군주(성우 배역) 역
- 김석훈 : 송나라 황태자(성우 배역) 역
- 원숙희 : 송나라 황태자비(성우 배역) 역
- 나성균 : 송나라 황태자의 장인(성우 배역) 역
- 권성덕 : 송나라 황태자의 처백부(성우 배역) 역
- 김호영 : 송나라 황태자의 처숙부(성우 배역) 역
- 김갑수 : 송나라 승상 겸 총리대신(성우 배역) 역
- 서영진 : 제나라 군주(성우 배역) 역
- 길용우 : 제나라 승상 겸 총리대신(성우 배역) 역
- 최정훈 : 양나라 군주(성우 배역) 역
- 박혜숙 : 양나라 황후(성우 배역) 역
- 강인덕 : 양나라 황태자(성우 배역) 역
- 박정수 : 양나라 황태자비(성우 배역) 역
- 박용식 : 양나라 승상 겸 총리대신(성우 배역) 역
- 정욱 : 진나라 군주(성우 배역) 역
- 박병호 : 진나라 승상 겸 총리대신(성우 배역) 역
- 강인기 : 진나라 병부상서(성우 배역) 역

김용림 여사가 청취하는 라디오 사극 드라마(통일신라 시대 사극) 에피소드
- 유승봉 : 신라국 군주(성우 배역) 역
- 이수나 : 신라국 제1왕후(성우 배역) 역
- 이보희 : 신라국 제2왕후(성우 배역) 역
- 원미경 : 신라국 제1후궁(성우 배역) 역
- 이덕희 : 신라국 제2후궁(성우 배역) 역
- 김혜선 : 신라국 제3후궁(성우 배역) 역
- 김영배 : 신라국 제1왕후 소생 왕태자(성우 배역) 역
- 김미경 : 신라국 왕태자비(성우 배역) 역
- 오욱철 : 신라국 제2왕후 소생 제2왕자(성우 배역) 역
- 장정희 : 신라국 제2왕자비(성우 배역) 역
- 황윤걸 : 신라국 상대등(성우 배역) 역
- 박순천 : 신라국 상대등 영부인(성우 배역) 역
- 박칠용 : 신라국 상대등 장인(성우 배역) 역
- 김선화 : 신라국 상대등 장모(성우 배역) 역
- 임예진 : 신라국 상대등 측실(성우 배역) 역
- 박철호 : 신라국 상대등 첩장인(성우 배역) 역
- 이미지 : 신라국 상대등 첩장모(성우 배역) 역
- 김동현 : 신라국 대보(성우 배역) 역
- 김현주 : 신라국 대보 영부인(성우 배역) 역
- 홍민우 : 신라국 대보 장인(성우 배역) 역
- 조양자 : 신라국 대보 장모(성우 배역) 역
- 신원균 : 신라국 급벌찬(성우 배역) 역
- 황신혜 : 신라국 급벌찬 영부인(성우 배역) 역
- 김효원 : 신라국 급벌찬 장인(성우 배역) 역
- 김윤경 : 신라국 급벌찬 장모(성우 배역) 역
- 박용기 : 신라국 급벌찬 처숙부(성우 배역) 역
- 서혜린 : 신라국 급벌찬 처숙모(성우 배역) 역
- 차기환 : 신라국 태대각간(성우 배역) 역
- 오지혜 : 신라국 태대각간 영부인(성우 배역) 역
- 오지명 : 신라국 대각간(성우 배역) 역
- 성인자 : 신라국 대각간 영부인(성우 배역) 역
- 김혜자 : 신라국 대각간 장모(성우 배역) 역
- 김경란 : 신라국 대각간 처이모(성우 배역) 역
- 이대근 : 신라국 대각간 처이모부(성우 배역) 역
- 남성훈 : 신라국 각간(성우 배역) 역
- 김정 : 신라국 각간 영부인(성우 배역) 역
- 맹호림 : 신라국 각간 장인(성우 배역) 역
- 손영순 : 신라국 각간 장모(성우 배역) 역
- 박용수 : 신라국 대오(성우 배역) 역
- 장세진 : 신라국 대아찬(성우 배역) 역
- 임혁 : 신라국 문하시중(성우 배역) 역
- 유식 : 신라국 시중(성우 배역) 역
- 박은수 : 신라국 대사(성우 배역) 역
- 이석 : 신라국 사찬(성우 배역) 역
- 박웅 : 신라국 대나마(성우 배역) 역
- 유퉁 : 신라국 파진찬(성우 배역) 역

김용림 여사가 청취하는 라디오 사극 드라마(백제 시대 사극) 에피소드
- 선동혁 : 백제국 군주(성우 배역) 역
- 김보연 : 백제국 왕후(성우 배역) 역
- 조영득 : 백제국 대왕궁전 내관(성우 배역) 역
- 홍세은 : 백제국 대왕궁전 상궁(성우 배역) 역
- 정승현 : 백제국 군주의 장인이자 백제 국구(성우 배역) 역
- 김명희 : 백제국 군주의 장모(성우 배역) 역
- 진미령 : 백제국 군주의 첩장모(성우 배역) 역
- 정동남 : 백제국 군주의 동복 처남(성우 배역) 역
- 윤승원 : 백제국 군주의 둘째 동복 처남(성우 배역) 역
- 윤기원 : 백제국 군주의 막내 동복 처남(성우 배역) 역
- 김민선 : 백제국 군주의 이복 서얼 처제(성우 배역) 역
- 황현준 : 백제국 군주의 막내 이복 서얼 처남(성우 배역) 역
- 배일집 : 백제국 군주의 처숙부(성우 배역) 역
- 노유정 : 백제국 군주의 처숙모(성우 배역) 역
- 정하완 : 백제국 군주의 사촌 처남(성우 배역) 역
- 조인표 : 백제국 왕태자(성우 배역) 역
- 김철수 : 백제국 제2왕자(성우 배역) 역
- 정동환 : 백제국 국상(성우 배역) 역
- 이창환 : 백제국 상좌평(성우 배역) 역
- 신구 : 前 백제국 국상 직책을 지낸 전력이 있는 상좌평 아버지(성우 배역) 역
- 신국 : 前 백제국 좌평 직책을 지낸 전력이 있는 상좌평 작은아버지(성우 배역) 역
- 이순재 : 前 백제국 상좌평 직책을 지낸 전력이 있는 상좌평 장인(성우 배역) 역
- 이대연 : 백제국 좌평(성우 배역) 역
- 손종범 : 백제국 우보(성우 배역) 역
- 이주석 : 백제국에 특파된 일본국 사신(성우 배역) 역
- 양형욱 : 일본국 군주(성우 배역) 역
- 손영준 : 일본국 왕세자(성우 배역) 역
- 김응수 : 일본국 총리대신(성우 배역) 역
- 박남현 : 일본국 제1번주(성우 배역) 역
- 김명국 : 일본국 제1다이묘(성우 배역) 역
- 정성갑 : 일본국 군주의 장인이자 일본국 국구(성우 배역) 역
- 손호균 : 일본국 군주의 맏사위이자 일본국 왕세자의 자형(성우 배역) 역
- 최재호 : 일본국 군주의 막내사위이자 일본국 왕세자의 매제(성우 배역) 역
- 엄효섭 : 일본국 왕세자의 장인(성우 배역) 역

김용림 여사가 청취하는 라디오 사극 드라마(발해 시대 사극) 에피소드
- 오승명 : 발해국 군주(성우 배역) 역
- 이혜숙 : 발해국 왕후(성우 배역) 역
- 홍진희 : 발해국 후궁(성우 배역) 역
- 박상원 : 발해국 적출 왕태자(성우 배역) 역
- 경인선 : 발해국 왕태자비(성우 배역) 역
- 윤해영 : 발해국 왕태자 승은측실(성우 배역) 역
- 변희봉 : 발해국 왕태자의 장인(성우 배역) 역
- 연규진 : 발해국 왕태자의 처숙부(성우 배역) 역
- 선우재덕 : 발해국 적출 제2왕자(성우 배역) 역
- 김미숙 : 발해국 제2왕자비(성우 배역) 역
- 경인선 : 발해국 제2왕자 측실(성우 배역) 역
- 김상중 : 발해국 적출 제3왕자(성우 배역) 역
- 견미리 : 발해국 제3왕자비(성우 배역) 역
- 한재석 : 발해국 서얼 제4왕자(성우 배역) 역
- 이은주 : 발해국 제4왕자비 역(성우 배역) 역
- 이주희 : 발해국 서얼 왕녀 제1궁주(성우 배역) 역
- 김지호 : 발해국 서얼 왕녀 제2궁주(성우 배역) 역
- 이승우 : 발해국 서얼 제5왕자(성우 배역) 역
- 송나영 : 발해국 제5왕자비(성우 배역) 역
- 전정로 : 발해국 서얼 제6왕자(성우 배역) 역
- 정호선 : 발해국 제6왕자비(성우 배역) 역
- 박근형 : 발해국 국상(성우 배역) 역
- 백일섭 : 당나라 군주(성우 배역) 역
- 서승현 : 당나라 황후(성우 배역) 역
- 남능미 : 당나라 후궁(성우 배역) 역
- 이대로 : 당나라 총리대신(성우 배역) 역
- 정재환 : 당나라 부총리대신(성우 배역) 역
- 송승환 : 당나라 승상(성우 배역) 역
- 강남길 : 당나라 병부상서(성우 배역) 역
- 이효정 : 당나라 황태자(성우 배역) 역
- 나영희 : 당나라 황태자비(성우 배역) 역
- 주현 : 당나라 황태자의 장인(성우 배역) 역
- 허진 : 당나라 황태자의 장모(성우 배역) 역
- 김영철 : 당나라 황태자의 손윗처남(성우 배역) 역
- 홍여진 : 당나라 황태자의 손윗처남댁(성우 배역) 역
- 민지환 : 돌궐 카간(성우 배역) 역
- 반효정 : 돌궐 왕후(성우 배역) 역
- 정종준 : 돌궐 왕세자(성우 배역) 역
- 장미희 : 돌궐 왕세자비(성우 배역) 역
- 양재성 : 돌궐 총리대신(성우 배역) 역
- 김용선 : 돌궐 총리대신 영부인(성우 배역) 역
- 이은철 : 돌궐 연합군 총사령관(성우 배역) 역
- 송채환 : 돌궐 연합군 총사령관 영부인(성우 배역) 역

## 결방 사유
- 1996년 12월 6일 : 제17회 청룡영화상 시상식 편성으로 인한 결방.
- 1996년 12월 9일 : 특선영화 《베토벤》 편성으로 인한 결방.
- 1996년 12월 31일 : 송년특집 《남자 셋 여자 셋》 하이라이트 모음 편성으로 인한 결방.
- 1997년 1월 2일 : 신년특집 《쇼 97》 편성으로 인한 결방.
- 1997년 2월 7일 : 설날특집 《무대인생 반세기 선후배 큰잔치》 편성으로 인한 결방.
- 1997년 2월 27일 : 200회 특집 《오늘은 좋은날》 편성으로 인한 결방.
- 1997년 4월 1일 : 특별생방송 《경제를 살립시다》 편성으로 인한 결방.
- 1997년 4월 25일 : 한보사건 국회청문회 《김현철(대통령 차남)》 편성으로 인한 결방.
- 1997년 4월 29일 : 1997 프로농구 챔피언결정전 《원주 나래 VS 부산 기아》 중계방송으로 인한 결방.
- 1997년 5월 8일 : 청소년대표 축구 평가전 《대한민국 VS 미국》 중계방송으로 인한 결방.
- 1997년 6월 17일 : 1997 세계 청소년 축구 선수권 《대한민국 VS 남아공》 중계방송으로 인한 결방.
- 1997년 6월 19일 : 1997 세계 청소년 축구 선수권 《대한민국 VS 프랑스》 중계방송으로 인한 결방.
- 1997년 7월 24일 ~ 7월 25일 : 200회 특집 《남자 셋 여자 셋》 Best 10 편성으로 결방.
- 1997년 8월 1일 : MBC 스포츠 1997 프로야구 《LG 트윈스 VS 해태 타이거즈》 중계방송으로 인한 결방.
- 1997년 8월 1일 : 여름특집 《아름다운 것이 좋다 - 97 미스코리아와 함께》 편성으로 인한 결방.
- 1997년 9월 12일 : 1998 프랑스 월드컵 아시아 지역 최종예선 《대한민국 VS 우즈베키스탄》 중계방송으로 인한 결방.
- 1997년 9월 16일 ~ 9월 17일 : 추석특집 《남자셋 여자셋》 편성으로 인한 결방.
- 1997년 10월 1일 : 《97 MBC 신인 탤런트 선발대회》 편성으로 인한 결방.
- 1997년 10월 3일 : 특선영화 《어니스트 학교에 가다》 편성으로 인한 결방.
- 1997년 10월 6일 : MBC 스포츠 1997년 프로야구 준플레이오프 1차전 《쌍방울 레이더스 VS 삼성 라이온즈》 중계방송으로 인한 결방.
- 1997년 10월 8일 : 《제78회 전국체육대회》 개회식 중계방송으로 인한 결방.
- 1997년 10월 14일 : MBC 스포츠 1997년 프로야구 플레이오프 3차전 《LG 트윈스 VS 삼성 라이온즈》 중계방송으로 인한 결방.
- 1997년 10월 20일 : MBC 스포츠 1997년 프로야구 한국시리즈 2차전 《해태 타이거즈 VS LG 트윈스》 중계방송으로 인한 결방.
- 1997년 12월 12일 : 제18회 청룡영화상 시상식 편성으로 인한 결방.
- 1997년 12월 17일 : 《제15대 대통령선거 방송연설 - 한나라당 이회창》 편성으로 인한 결방.
- 1997년 12월 18일 : 《선택'97 제15대 대통령선거》 개표방송으로 인한 결방.
- 1998년 1월 1일 : 신년특집 《남자 셋 여자 셋》 하이라이트 모음 편성으로 인한 결방.
- 1998년 1월 2일 : 신년특선영화 《미세스 다웃파이어》 편성으로 인한 결방.
- 1998년 1월 28일 : 설날특집 《휴먼TV 즐거운 수요일》 편성으로 인한 결방.
- 1998년 1월 29일 ~ 1월 30일 : 300회 특집 《내가 뽑은 남자 셋 여자 셋 Best》 편성으로 인한 결방.
- 1998년 3월 2일 : 다큐멘터리 《남자 셋 여자 셋》 편성으로 인한 결방.
- 1998년 4월 1일 : 2002 한일 월드컵 공동 개최기념 한일 축구전 중계방송으로 인한 결방.
- 1998년 6월 4일 : 월드컵 대표팀 최종 평가전 《대한민국 VS 중국》 중계방송으로 인한 결방.
- 1998년 7월 6일 : 특집 《서태지》 편성으로 인한 결방.
- 1998년 9월 18일 : 신동엽과 우희진이 뽑은 《남자 셋 여자 셋》 편성으로 인한 결방.
- 1998년 10월 5일 ~ 10월 6일 : 추석특집 편성으로 인한 결방.
- 1998년 10월 14일 : MBC 스포츠 1998년 프로야구 플레이오프 1차전 《삼성 라이온즈 VS LG 트윈스》 중계방송으로 인한 결방.
- 1998년 10월 19일 : MBC 스포츠 1998년 프로야구 플레이오프 4차전 《삼성 라이온즈 VS LG 트윈스》 중계방송으로 인한 결방.
- 1998년 10월 26일 : MBC 스포츠 1998년 프로야구 한국시리즈 3차전 《LG 트윈스 VS 현대 유니콘스》 중계방송으로 인한 결방.
- 1998년 10월 30일 : MBC 스포츠 1998년 프로야구 한국시리즈 6차전 《현대 유니콘스 VS LG 트윈스》 중계방송으로 인한 결방.
- 1998년 11월 17일 : 《금강산 관광선 출발 기념 전야제》 편성으로 인한 결방.
- 1998년 12월 2일 : 창사특집 《칭찬합시다》 편성으로 인한 결방.
- 1998년 12월 11일 : 1998 방콕 아시안게임 축구 16강 리그 《대한민국 VS 쿠웨이트》 중계방송으로 인한 결방.
- 1998년 12월 16일 : 1998 방콕 아시안게임 야구 결승전 중계방송으로 인한 결방.
- 1999년 2월 15일 ~ 2월 17일 : 설날특집 편성으로 인한 결방.
- 1999년 5월 27일 ~ 5월 28일 : 《아듀, 남자 셋 여자 셋》 편성으로 인한 결방.

## 참고 사항
- 출연자 가운데 한 명이었던 MC 김연주는 해당 프로그램을 통해 연기 활동을 처음 시작했고[16] 이 때문에 그 동안 진행을 맡아 온 KBS 2TV 도전! 주부가요스타의 출연을 종료했다.
- 방영 중 방송 휴식기를 갖기로 한 신동엽이 1997년 10월 극중에서 군대가는 설정으로 출연을 중단하고[17] 1년 후 의병전역과 함께 출연을 재개했으며 우희진은 1998년 초 미국에 있는 부모님을 만나러 가기 위해[18] 교환학생을 가는 설정으로 출연을 중단했다 재개했는데 그 기간 동안 이휘재, 박지윤, 임창정 등이 출연했으며 이 과정에서 시청률이 하락했다가 둘이 출연을 재개하면서 시청률이 회복되었다.
- 극중 송승순 역으로 나온 강성연은 KBS 1TV 일일극 《내사랑 내곁에》에 출연하기로 결정하면서 461화 방송분을 끝으로 출연을 중단했다. 그녀는 가수 꿈을 인정해주는 조건으로 귀향한다는 설정에 따라 출연을 중단했으며 우희진은 472화부터 본 작품의 출연을 재개하는 대신 1998년 6월 14일부터 진행을 맡아 온[19] 《사랑의 스튜디오》에서 같은 해 9월 13일 방영분을 끝으로 출연을 종료했는데 공교롭게도 이 프로그램의 우희진 후임 MC였던 윤해영은 강성연이 출연한 KBS 1TV 《내사랑 내곁에》와 같은 시간대에 경쟁했던 《보고 또 보고》 출연자에 속했다[20].
- 송승헌은 SBS 드라마와 영화 등에 출연하기 위해 해당 프로그램의 출연을 거부하여 1998년 12월 전속계약이 해지되었고[21] 이 과정에서 MBC 측으로부터 손해배상 명목으로 1억 7000여만 원을 청구한 소송을 당해야 했다.
- 이 드라마 작품에서 역대 주조연 및 단역을 비롯한 총 출연진(모든 출연자) 중에 최고령 출연자는 극중 이제니의 조부(친할아버지)인 이학수 영감(양일민 분)의 배다른 둘째 이복 서얼 외숙부 최태양 영감 역으로 1997년 8월에 단역 출연한 원로 연기자 추석양 선생이고 차고령 출연자는 극중 최태양(추석양 분)의 친가 배다른 서얼 아우 최명수 역으로 역시 1997년 8월에 단역 출연한 원로 연기자 최명수 선생이다.
- 1997년과 1998년에 시트콤 분야 1위를 차지하였다.

## 같이 보기
- LA 아리랑
- 점프
- 세 친구
- 뉴 논스톱
- 연인들
- 프렌즈
- 세남자